# تاريخ إسبانيا
يعود تاريخ إسبانيا إلى بدايات القرون الوسطى. ففي سنة 1516 وحدت إسبانيا هابسبورغ عددا من الممالك المتباينة. ثم قدمت الشكل الحديث للملكية دستورية في 1813، ويعود الدستور الديمقراطي الحالي إلى سنة 1978.
بعد الانتهاء من حروب الإسترداد، تمكنت إسبانيا من التوحد تحت حكم آل هابسبورغ سنة 1516. وفي نفس الوقت بدأت الإمبراطورية الإسبانية بالتمدد تجاه العالم الجديد عبر المحيط، فكان ذلك بداية عصرها الذهبي الذي استغرق مابين سنوات 1500 إلى عقد 1650، مما جعل إسبانيا هابسبورغ إحدى أقوى دول العالم. فخلال تلك الفترة شاركت إسبانيا في جميع الحروب الأوروبية الكبرى، بما في ذلك الحروب الإيطالية و"حرب الثلاثين عاما وحرب الثمانين عاما والحرب الفرنسية-الإسبانية. ولكن ومع انتهاء القرن 17 بدأت عظمة إسبانيا بالانحدار بعد وفاة آخر حكام هابسبورغ، حيث اندلعت حرب الخلافة الإسبانية التي انتهت بخفض منزلة إسبانيا -والتي بدأت بحكم البوربون- إلى قوة من الدرجة الثانية مع ضعف في تأثيرها بالشؤون الأوروبية. حاولت إصلاحات البوربون تجديد مؤسسات الدولة، وقد نجحت بعض الشيء. ولكن مع انتهاء القرن بدأ كل شيء ينجرف أمام الصخب الذي تخطى إسبانيا وأوروبا في مطلع القرن 19 وهي الثورة الفرنسية وحروب نابليون. والحرب في شبه الجزيرة، وبذا بدا أن إسبانيا لا يمكنها العودة إلى سابق مجدها وقوتها.
وفي بداية القرن 19 ظهرت إسبانيا متشظية بسبب الحرب، وبدأت الأحزاب السياسية التي زعزعت من استقرار أسبانيا بالظهور وهي تمثل مجموعات من القوى «الليبرالية» و«الرجعية» و«المعتدلة» حيث تقاتلت تلك الأحزاب خلال الفترة المتبقية من القرن من أجل سيطرة لم تدم طويلا من دون أي إدارة قوية لتحقق الاستقرار الدائم. فقد تفككت الإمبراطورية الإسبانية العتيقة في الأمريكتين بسرعة مع حروب استقلال أمريكا اللاتينية، ثم فقدت ماتبقى لها من مستعمراتها في الحرب الإسبانية الأمريكية سنة 1898. وقد أصاب التوازن الهش بين القوى الليبرالية والمحافظة في إقامة ملكية دستورية في الفترة 1874-1931 ولكنه لم يقدم حل دائم لمشاكل إسبانيا، فدخلت إسبانيا في مستنقع الحرب الأهلية بين الجمهوريين والفصائل القومية.
انتهت الحرب بانتصار الدكتاتورية القومية بقيادة فرانسيسكو فرانكو الذي سيطر على الحكومة الأسبانية حتى 1975. فتمكن من تحقيق الإستقرار النسبي في فترة مابعد الحرب (مع استثناء ملحوظ لحركة الاستقلال المسلحة في إقليم الباسك)، وقد شهد البلد نمو اقتصادي سريع في عقد 1960 وأوائل عقد 1970. وبعد وفاة فرانكو سنة 1975 تمكنت إسبانيا من استعادة الملكية الدستورية. فاستلم الأمير البوربوني خوان كارلوس الملك في إسبانيا وبدأت عملية انتقال إسبانيا نحو الديمقراطية. ثم دخلت السوق الأوروبية المشتركة في 1986 (حولت إلى الاتحاد الأوروبي بعد معاهدة ماستريخت سنة 1992) ثم منطقة اليورو في 1999. ولكن أتت الأزمة المالية 2007-2008 فأنهت عقدا من الازدهار الاقتصادي [الإنجليزية] لإسبانيا مما أدخلها في أزمة ركود وديون ولا تزال تعاني من بطالة عالية جدا وضعف في الاقتصاد.
تعتبر إسبانيا قوة متوسطة قادرة على بسط نفوذها الإقليمي ولكنها ليست مثل بعض القوى الأخرى التي تماثلها (ألمانيا وإيطاليا واليابان) فهي ليست جزءا من مجموعة الثماني ولكنها ضيف في مجموعة العشرين. وأيضا هي جزء من مجموعة الست الأوروبية.

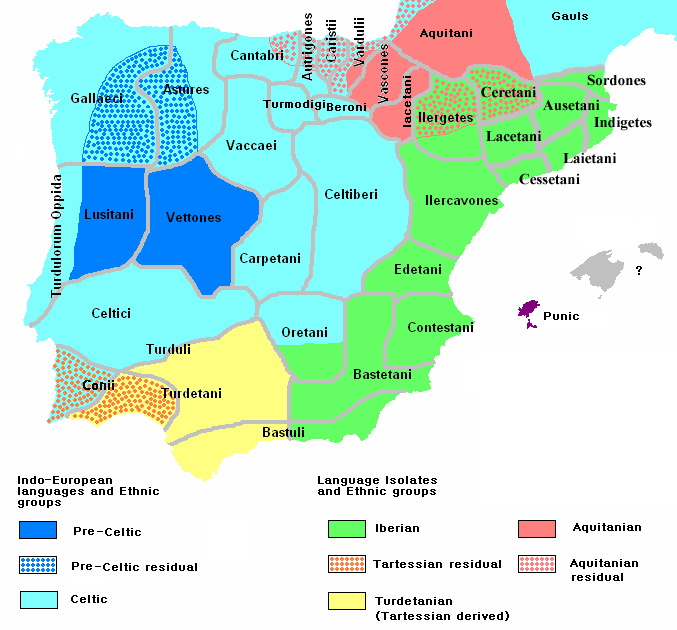
التعدد العرقي في شبه جزيرة إيبيريا حوالي. 200 ق م

## مقدمة تاريخية
وصل البشر إلى الأراضي الحالية لإسبانيا منذ 1.200.000 عام. وخلال الألفيات التالية، كانت الأراضي الايبيرية مكان لاستوطان الشعوب الإيبيرية والسلتية والفينيقية والقرطاجية والإغريقية، ومنذ عام 200 قبل الميلاد بدأت شبه الجزيرة الإيبيرية تشكل جزء من الإمبراطورية الرومانية.
وبعد سقوط روما تم تأسيس مملكة القوط الغربيين. وهذا النظام الملكي القوطي بدأ في القرن الخامس وظل حتى القرن الثامن الميلادي.
وفي عام 711 م جاء أول فتح إسلامي من شمال أفريقيا وهيمن الإسلام على جزء كبير من شبه الجزيرة الإيبيرية خلال أعوام قليلة. وظلت شبه الجزيرة الإيبيرية تحت ذلك الحكم الإسلامي لمدة 750 عام إلى أن جاءت حروب الإسترداد وأطلق المسلمين على شبه الجزيرة اسم الأندلس.
وفي العصر الذي كان فيه معظم أوروبا في عصر الظلمة والتخلف كانت الأندلس في أوج ازدهارها في المجال العلمي والفني وكانت متعددة الثقافات في هذا الحين. وبشكل تدريجي جاءت حركة الاسترداد واستولت الممالك المسيحية بشكل تدريجي على الأراضي من المسلمين. وبدأت تلك الحركة في حوالي عام 722م، بتمرد دون بلايو، وبدأت من الشمال.

## ما قبل التاريخ

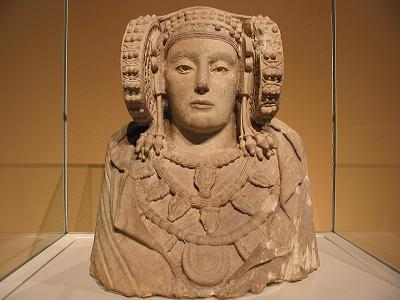
تمثال سيدة إلتشي: تحفة إيبيرية تعكس عمق التاريخ الإسباني

نجد في شبه الجزيرة الإيبيرية العديد من المواقع الأثرية ذات الشهرة العالمية وتشير الأبحاث إلى حضور الإنسان منذ العصر الحجري القديم الأسفل (مواقع أورثي، بينادو، أريدش، طورألبا، أمبرونة، أتابواركا). خلال العصر الحجري القديم الأعلى ترك السولوتري الإسباني بعض الآثار في كهف باراباليو ويعرض موقع ألتاميرا عينة من الفنون الجدارية التي تعود على 12.000 سنة ق.م.
ظهرت خلال العصر الحجري الحديث ثقافات خاصة تدل عليها الأواني الجرسية الشكل التي عثر عليها قرب المرية (حضارة أرغار). من العصر الحجري الأعلى يمكن ذكر رسوم الكهوف الموجودة في التاميرا، ومن العصر الحجري القديم نستطيع التعرف على رسم كوجول (الرسم التصويري) ومن العصر الحجري الحديث يمكن ملاحظة الأرجار والكاس الذي يشبه شكل الناقوس.

## التاريخ القديم
وصل الأيبيريون إلى شبه الجزيرة في نهايات العصر الحجري الحديث وبداية العصر البرونزي (2000-1500 قبل الميلاد) وقد قبعوا في الجنوب والجنوب الشرقي من شبه الجزيرة. وبعد ذلك جاء في أعقابهم جنس آخر يعرف باسم السلتيون الذين احتلوا منطقة الشمال وغرب شبه الجزيرة الأيبيرية. وعندما اتحد الشعبان عرفوا بعد ذلك باسم السلت الأيبيريين. وأيضا وحتى القرن العاشر قبل الميلاد وصلت الشعوب الجرمانية والغالية والفينيقيون وكذلك شعوب الإغريق والقرطاجيين.

### الإيبيريون الفينيقيون والإغريق
الإيبيريون هم السكان الأصليون لشبه الجزيرة الإيبيرية التي سميت باسمهم حسب كثير من المصادر المكتوبة ولا تعرف أصولهم بالتحديد ولكن يغلب الظن على أنهم ليسوا من الشعوب الإيبيرية.

### القرطاجيون
بعد الحرب البونيقية الأولى (264 ق.م 240 ق.م) وسع القرطاجيون نفوذهم انطلاقا من قرطاجنة أو قرطاج الجديدة في شبه الجزيرة الإيبيرية وساهم الاستغلال المكثف للمناجم في استرجاع قرطاج لقوتها الاقتصادية والسياسية. وكان سبب اندلاع الحرب البونيقية الثانية حصار الجيش القرطاجي لمدينة ساجونتا التي كانت حليفة لروما.

### الرومانيون
سيطر الرومان على شبه الجزيرة الإيبيرية في القرن الثالث قبل الميلاد وطردوا منها على يد الوندال في القرن الخامس ميلادي.
أكمل الإمبراطور أوغست غزو شبه الجزيرة في القرن الأول ق.م وتلت ذلك مرحلة من الاضطرابات والثورات بالتزامن مع محاولات 'رومنة' الإيبيريين والتي اتسمت بالصعوبة وتأخرت نسبيا عن بقية أرجاء الإمبراطورية.
هسبانيا Hispania هو الاسم المعطى من قبل الرومان إلى كامل شبه الجزيرة الإيبيرية (الحديثة البرتغال، وإسبانيا، واندورا، وجبل طارق وجزء جنوبي صغير جدا من فرنسا).
أعطى الإمبراطور فاسباسيان حق المواطنة لكل الايبيريين سنة 74 م. واسم أسبانيا في اللغة الأسبانية مشتق من هسبانيا.
أصبحت أسبانيا مقاطعة مهمة في الإمبراطورية الرومانية، وانتقل الكثير من الرومان للعيش هناك. وبنوا مدنًا في أسبانيا، كما عبَّدوا طُرُقًا ممتازة امتدت إلى كل المناطق. كذلك أنشؤوا قنوات ضخمة كانت تحمل الماء من الأنهار إلى المناطق الجافة. وقد وُلِد العديد من أباطرة روما العظام ـ مثل هادريان وتراجان ـ في أسبانيا. كذلك فإن كتابًا بارزين مثل مارشيال وسنيكا انحدروا من أسبانيا.
أدخل الرومان اللغة اللاتينية إلى المقاطعة، وتطورت اللغة الأسبانية تدريجيًا عن اللاتينية التي كانت لغة التخاطب. كذلك أدْخلت المسيحية إلى المقاطعة خلال الحكم الروماني، وأصبحت المسيحية هي الديانة الرسمية للمقاطعة ـ وللإمبراطورية الرومانية ـ خلال أواخر القرن الرابع الميلادي. وفي الوقت نفسه تقريبًا انقسمت الإمبراطورية إلى جزأين: الإمبراطورية الرومانية الشرقية والإمبراطورية الرومانية الغربية. وأصبحت أسبانيا جزءًا من الإمبراطورية الرومانية الغربية.
ابتدأت الحملات الجرمانية في زعزعة أمن روما خاصة في ما يعرف اليوم بفرنسا قبل أن تمتد في القرن الخامس ميلادي إلى شبه الجزيرة الإيبيرية.امينة

## التاريخ الوسيط

### القوط الغربيون
القوط الغربيون شعب من الشعوب الجرمانية زحف جنوبا تحت ضغط الشعوب الجرمانية الأخرى وسيطروا على شبه الجزيرة الايبيرية بعد أن طرد الوندال منها وأقاموا فيها حضارة استمرت حتى القرن السابع ميلادي.

## الأندلس الإسلامية وحروب الإسترداد المسيحية (قرون 8-15)

الأندلس في أقصى امتداد لها سنة 720

سيطر الفتح الإسلامي على أكثر شمال أفريقيا سنة 710 م. وفي سنة 711 قاد طارق بن زياد جيشه المكون من 7,000 مقاتل أغلبهم من البربر، فعبر المضيق إلى شبه جزيرة أيبيريا للتدخل في الحرب الأهلية المندلعة في مملكة القوط الغربيين. ثم أمده موسى بن نصير ب 5,000 مقاتل بعد العبور. فحقق نصرا حاسما في صيف عام 711 عندما هزم لذريق ملك القوط الغربيين وقتل في 19 يوليو في معركة وادي لكة. أرسل القائد موسى بن نصير ابنه عبد العزيز ليستكمل الغزوات في غرب الأندلس حتى وصل إلى لشبونة أما موسى بن نصير وطارق بن زياد فقد اتجاها شمالا إلى برشلونة ثم سرقسطة ثم شمال تجاه الوسط والغرب حتى انتهت السيطرة على كل الأندلس في 3 سنين ونصف، حيث انشئت ولاية الأندلس التابعة للخلافة الأموية.
تمكن النصارى من تحقيق نصر حاسم لهم في معركة كوفادونجا صيف 722 في شمال جزيرة ايبيريا، عندما أرسل المسلمون قوة لاخماد المتمردين المسيحيين في الجبال الشمالية ولكن هزمهم بيلايو الذي أسس مملكة أستورياس المسيحية التي أضحت قاعدة لمقاومة المد الإسلامي في الجزيرة الأيبيرية لعدة قرون. إلا أن المسلمين واصلوا التوسع بعد السيطرة على معظم أبيريا لينتقلوا شمالا عبر جبال البرنييه حتى وصلوا وسط فرنسا وغرب سويسرا. هـُزم الجيش الإسلامي في معركة بلاط الشهداء (تورز) عام 732 أمام قائد الفرنجة شارل مارتل.
أولى الخليفة الوليد بن عبد الملك اهتماما كبيرا بتوسيع الجيوش وتنظيمها، وبناء أقوى إسطول بحري في الخلافة الأموية. وهذا التكتيك دعم التوسع القوي في إسبانيا. وقد تمددت تلك القوة الإسلامية في إسبانيا وبلغت ذروتها في القرن 10 ميلادي في عهد عبد الرحمن الناصر لدين الله.
منح خلفاء بني أمية ولاة الأندلس لقب الأمير أو الوالي. فعندما هرب عبدالرحمن من العباسيين بعد سقوط الدولة الأموية ودخل الأندلس وأعلن قرطبة إمارة مستقلة. حيث كانت الأندلس تعج بالصراع الداخلي بين الحكام الأمويين والشعب والقادة المسيحيين القوطي والروماني والشعب.

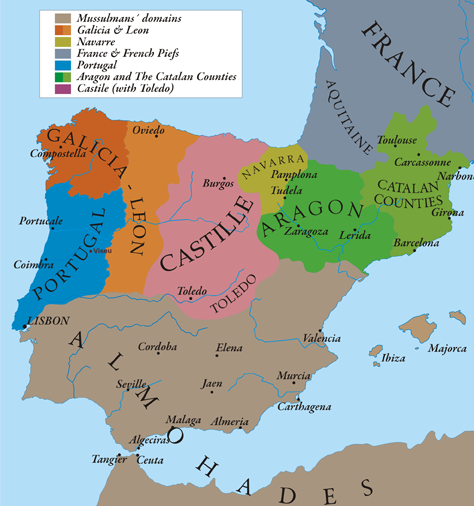
خريطة توضح الممالك المسيحية في أيبيريا وسلطنة الموحدين. حوالي 1210

وفي القرن العاشر ميلادي أعلن عبد الرحمن الثالث خلافة قرطبة، وقطع علاقاته مع الخلافة الفاطمية والعباسية بالكامل. كانت تلك الخلافة مهتمة بالحفاظ على قاعدة قوتها في شمال أفريقيا، ولكن هذه الممتلكات تضاءلت في النهاية إلى ولاية سبتة. وقد بنيت أول بحرية في قرطبة بعد هزيمة فايكنغ المهينة في الوادي الكبير في 844 عندما نهبوا إشبيلية.

### الاسترداد
كانت سنة الفتح العربي لمنطقة البروفانس الفرنسية قد أعقبت الاحتلال والتدمير النرويجي للمنطقة من إبادة وسلب ونهب، ليستغل دوق «ليون» تلك الفوضى، وبدعم من رجال الدين، فيؤسس مملكته الخاصة مملكة ليون في البروفانس عام 879 م وعندما مات سنة 887 م كان وريثه صغيرا غير قادر على الحكم، مما جعل بقية الأمراء المحليين ينتهزون الفرصة لتأكيد استقلالهم في الحكم، مما جعل لإمبراطورية الكارولنجية في فرنسا تنقسم إلى مملكتين شرقية وغربية.
بدات حركة الاسترداد في 718 يرى المؤرخون الإسبان أن هذه الحركة تبدأ من معركة «كوفا دونجا» أو مغارة دونجا وفيها انهزم ابن علقمة اللخمي شر هزيمة من قوات «بلايه» (Pelayo)، وانتهت بتأسيس أولى الإمارات المسيحية في شمال الأندلس.
جمع عبد الرحمن الغافقي المجاهدين وخرج باحتفال مهيب ليعبر جبال البرانس واتجه شرقًا ليضلل النصارى عن وجهته الحقيقية، فأخضع مدينة «أرل» التي خرجت عن طاعة المسلمين، ثم اتجه إلى «دوقية»، فانتصر على الدوق انتصارًا حاسمًا، ومضى الغافقي في طريقه متتبعًا مجرى نهر «الجارون» ففتح «بردال» واندفع شمالاً ووصل إلى مدينة «بواتييه». في بداية غزو جنوب فرنسا. دققت بها أودو العظيم في معركة تولوز في 721 تراجعت وتجميعهم، تلقى التعزيزات. ولم يجد الدوق «أودو» بدا من الاستنجاد بالدولة الميروفنجية، وكانت أمورها في يد شارل مارتل، بعد الغزو كان تشارلز مارتل هزم في معركة جولات في 732 معركة بواتييه وقعت 10 أكتوبر عام 732 م بين قوات المسلمين بقيادة عبد الرحمن الغافقي وقوات الإفرنج بقيادة قارلة (أو تشارلز/ كارل مارتل). هُزم المسلمون في هذه المعركة وقتل قائدهم وأوقفت هذه الهزيمة الزحف الإسلامي تجاه قلب أوروبا وحفظت المسيحية كديانة سائدة فيها.
كان شمال شبه الجزيرة الايبيريه به ثلاثة ممالك مسيحية وهم أرجون ونافار وليون وكانت أكبرها هي ليون وكانت هذه الممالك تجترئ على الحدود الشمالية الأندلسية وتهجم عليها واحتلت بعض المدن الإسلامية مثل مدينة سالم.
في عام 1095 كانت البرتغال إقطاعية حدودية من مملكة ليون. أراضيها البعيدة عن مراكز الحضارة الأوروبية، والتي تتضمن بشكل كبير الجبال والأراضي البرية والغابات، جاورت من الشمال مينهو، ومن الجنوب مونديجو.
أصبح فرناندو الثاني ملك ليون من عام 1157 حتى وفاته. قسم والده مملكته عند وفاته، وباستلام فرديناند عرش ليون، استلم سانشو الثالث ملك قشتالة عرش قشتالة.
انكفأ المسلمون في الأندلس التي كانت تشمل معظم أجزاء إسبانيا باستثناء بعض المناطق الشمالية الغربية مثل منطقة جليقية أو غاليسيا، فإن المسلمين لم يفرضوا سلطانهم تمامًا على هذه النواحي لوعورة مسالكها وبرودة مناخها، فأهملوا جانبها زهدًا فيها واستهانة بشأنها. ولهذا استطاعت بعض فلول الجيش القوطي المنهزم بزعامة قائد منهم يدعى بلاي أن تعتصم بالجبال الشمالية في هذه المنطقة، وعاشوا على عسل النحل الذي وجدوه في خروق الصخر. ولما أعيى المسلمين أمرهم، تركوهم وانصرفوا عنهم استخفافًاً بشأنهم وقالوا: ثلاثون علجًا ما عسى أن يجيء منهم ؟.
من هذه المناطق نبتت نواة دولة إسبانيا المسيحية، ونبتت معها حركة المقاومة الإسبانية التي أخذت تنمو وتتسع حتى سيطرت على جميع المناطق الشمالية الغربية التي أصبحت تعرف بمملكة ليون. ولقد أحاطت هذه المملكة نفسها بسلسلة من القلاع والحصون لحماية نفسها من هجمات المسلمين. ولم تلبث هذه القلاع أن اتحدت في القرن العاشر الميلادي بزعامة أقوى أمرائها ويدعى فرنان جون زالس، واستقلت عن مملكة ليون وصارت تعرف بإمارة قشتالة. وكانت الكنيسة الكاثوليكية في روما تحرّض الأسبان بشكل مستمر على صدّ المسلمين وقتالهم، ودعت هذه الكنيسة ملوك أوروبا إلى مساعـدة الأسبان ضد العـرب والمسلميـن

## الحقبة الحديثة المبكرة لإسبانيا

### اتحاد سلالي

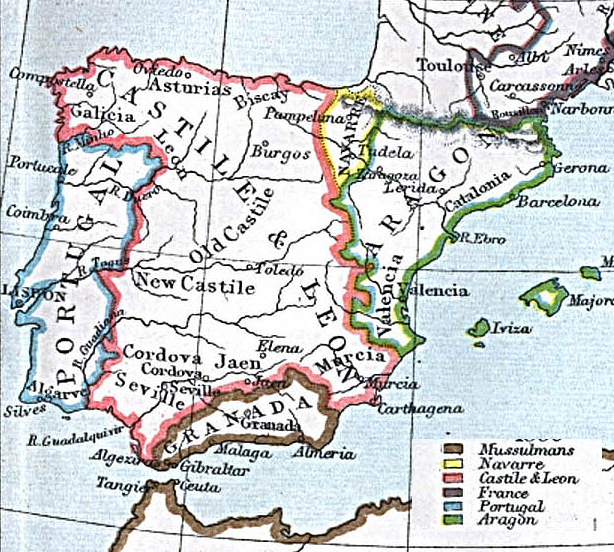
خريطة أيبيريا السياسية حوالي 1360

من أكثر الممالك المسيحية المنفصلة أهمية التي تتكون منها هسبانيا القديمة في القرن ال 15 كانت مملكة قشتالة (تقع في الشمال والوسط من شبه الجزيرة الايبيرية) ومملكة أراغون (تقع في الشمال الشرقي من شبه الجزيرة) ومملكة البرتغال (تقع أقصى الغرب من شبه الجزيرة). وقد أرتبط ملوك قشتالة وأراغون أسريا مع عائلات الأسر الحاكمة في البرتغال وفرنسا وغيرها من الممالك المجاورة.
اندلعت حرب خلافة بعد وفاة إنريكي الرابع في السنوات (1475-1479). وكان المتنافسين على عرش قشتالة هما ابنته خوانا المدعومة من البرتغال وفرنسا وأخته الملكة إيزابيلا الأولى المدعومة من مملكة أراغون ونبلاء قشتالة.
احتفظت إيزابيلا بالعرش وحكمت بالاشتراك مع زوجها الملك فرديناند الثاني. وكانا قد تزوجا سنة 1469 في بلد الوليد. وبزواجهما اتحد التاجان ومهد الطريق لإنشاء إسبانيا. ومع ذلك عد هذا الاتحاد رمزيا فقط. حيث أن كل اقليم احتفظ بإدارة ومكون قضائي خاص به. فالوحدة لاتعني نظام موحد وفقا لاتفاق وقعته إيزابيلا وفرديناند في 15 يناير 1474‏، فاستحوذت إيزابيلا على سلطة في إسبانيا الموحدة أكثر من زوجها بالرغم من مشاركتهما الحكم. نال كلا من ايزابيلا القشتالية وفرديناند الأراغوني اسم الملكان الكاثوليكيان (بالإسبانية: Reyes Católicos)‏ وهو لقب منحه لها البابا ألكسندر السادس.

#### انتهاء الاسترداد وبداية محاكم التفتيش
أشرف الملوك الكاثوليك على المراحل الأخيرة لإسترداد إيبيريا من المورو بعد سقوط غرناطة واحتلال جزر الكناري وطرد اليهود من إسبانيا بموجب مرسوم الحمراء. مع أن الأقليات الدينية في قشتالة وأراغون (اليهود والمسلمين) كانوا يتمتعون بتسامح كبير في القرن ال 13 -وهي الممالك المسيحية الوحيدة التي لا تقيد اليهود من أي مهنة - إلا أن وضع اليهود إنهار في القرن ال 14 ووصلت الذروة في 1391 بمجازر واسعة في المدن الكبرى باستثناء أفيلا. وفي القرن التالي تحول نصف يهود إسبانيا (وعددهم 80,000) إلى المسيحية ولقبوا بكونفرسوس. أما الخطوة الأخيرة التي اتخذها الملوك الكاثوليك فكان في 1492 عندما أصدرا قرارا يأمر ماتبقى من اليهود بالطرد من إسبانيا أو تحويل دينهم. ويقدر عدد اليهود المطرودين ب 120,000 شخص، ويقدره آخرون بحوالي 40,000.
وبعد حوالي 60 عاما من طرد اليهود بدأ المسلمون يواجهون نفس المصير. فقد وجدوا أنفسهم إما أن يغيروا دينهم ويسموا («بالموريسكيين») أو يطردون. ومع هذا فقد بقيت أعدادا كبيرة من الموريسكيين مما أبقى تأثير الثقافة الإسلامية قويا في إسبانيا. ولم يكن المسلمين واليهود هم الأقليات الوحيدة التي تعرضت للاضطهاد في تلك الفترة. فقد أجبر ذكور الرومان (الخيتانو، الغجر) [الإنجليزية] الذين تتراوح أعمارهم بين 18 و 26 على العمل في سفن القوادس - وهو يعادل عقوبة الإعدام - ولكن غالبيتهم تمكن من الاختفاء وتجنب الاعتقال.
عندما وصلت بعثة كريستوفر كولومبس سنة 1492 إلى العالم الجديد بإذن من إيزابيلا وفرديناند وأضحى أول أوروبي يصل إليها منذ ليف إريكسون. حيث قادت تلك الحملة والحملات اللاحقة بتدفق الثروات على إسبانيا، فنقل هذا الدخل الإضافي بقشتالة إلى حالة أثبتت أنها القوة المهيمنة في أوروبا لقرنين متتاليين.
ضمنت ايزابيلا استقرارا سياسيا طويل الأمد لإسبانيا عن طريق ترتيب زيجات إستراتيجية لكل من أبنائها الخمسة. فأول الأبناء وهي إيزابيلا فقد تزوجت من ولي العهد البرتغالي الفونسو ثم مانويل الأول، ومن المهم جدا اقامة علاقات بين هذين البلدين المجاورين ولضمان مستقبل التحالف، ولكن سرعان ما توفيت ايزابيلا عند ولادة ولي العهد البرتغال. أما ابنة ايزابيلا الثانية خوانا فقد تزوجت فيليب الوسيم من سلالة هابسبورغ وهو ابن ماكسيمليان الأول ملك بوهيميا (النمسا) ووريثه المحتمل لتاج الإمبراطورية الرومانية المقدسة.
لضمان تحالفا مع هابسبورغ والإمبراطورية الرومانية المقدسة القوية وأراضيها الممتدة وهذا يضمن الأمن السياسي لإسبانيا. تزوج ابن ايزابيلا الوحيد خوان من مارغريت النمسا. أما أبنة إيزابيلا الرابعة ماريا فقد تزوجت مانويل الأول ملك البرتغال أرمل أختها إيزابيلا. أما ابنتها الخامسة كاثرين فقد تزوجت الملك هنري الثامن ملك إنجلترا وهي والدة الملكة ماري الأولى.

### إسبانيا الإمبريالية

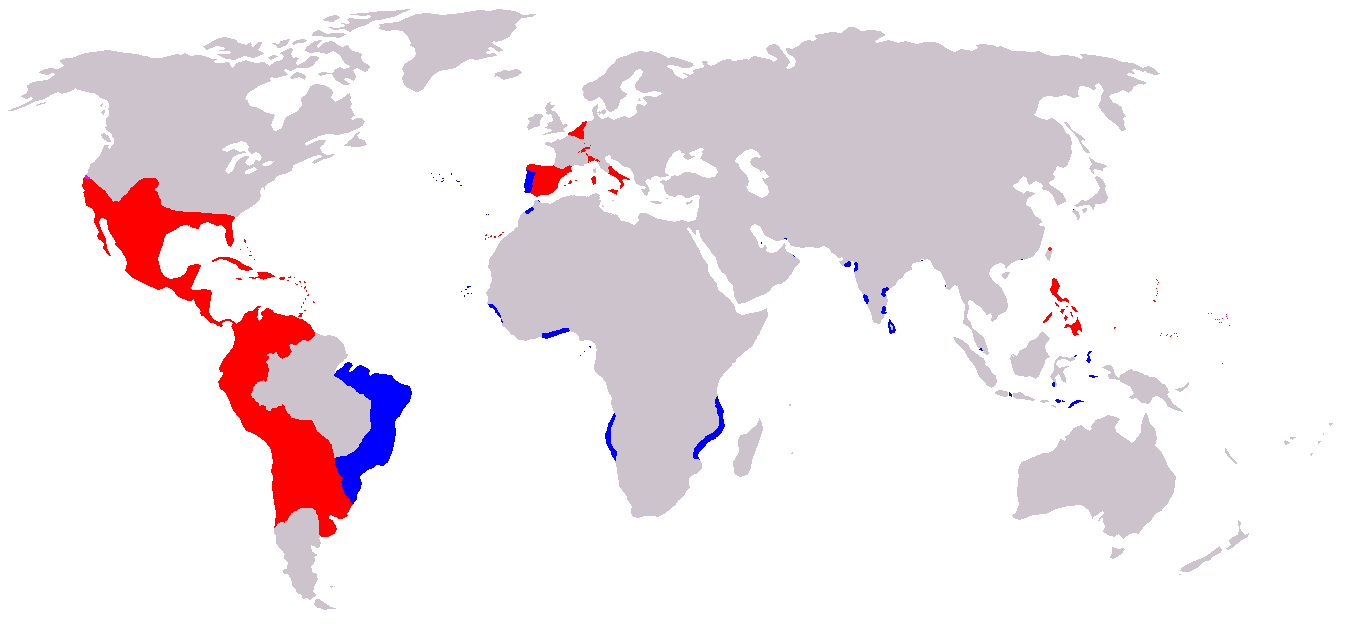
خريطة لإمبراطوريتي إسبانيا والبرتغال في فترة الاتحاد الإيبيري تحت حكم اتحاد سلالي لملوك إسبانبا (1580–1640)

اسبانيا هي إحدى أكبر الامبراطوريات في تاريخ العالم، ومن أوائل الامبراطوريات العالمية، حيث وصلت القمة عسكريا وسياسيا واقتصاديا تحت حكم أسرة هابسبورغ الإسبانية في القرنين 16 و17. حيث أضحت مع البرتغال في طليعة استكشاف العالمي والتوسع الاستعماري الأوروبي. وتنافستا على الغزو وفتح طرق التجارة عبر المحيطات. فقد بدأ الغزو والاستعمار الإسباني مع حملتين قشتاليتين. أولاهما كان إلى جزر الكناري في 1312. قاد الأسطول القشتالي الربان الجنوي لانسلوتو مالوسلو. أما الحملة الثانية فكانت في 1402 بقيادة النبيل النورماني خوان دي بيثنكورت. واستمرت الحملات العسكرية لقشتالة مابين 1478 إلى 1496 حيث خضعت كناريا الكبرى (1478–1483)، ثم لابالما (1492–1493) حتى اكتملت بخضوع تنريف (1494–1496).
ازدهرت في القرنين 15 و 16 التجارة عبر المحيط الأطلسي بين إسبانيا وأمريكتين وعبر المحيط الهادي بين شرق آسيا والمكسيك عبر الفلبين. وقضى الغزاة على ممالك ازتيك والإنكا والمايا بمساعدة عدة آلاف من السكان الأصليين الذين تحالفوا معهم، مما جعلهم يستحوذون على مساحات شاسعة من الأراضي في أمريكا الشمالية والجنوبية.

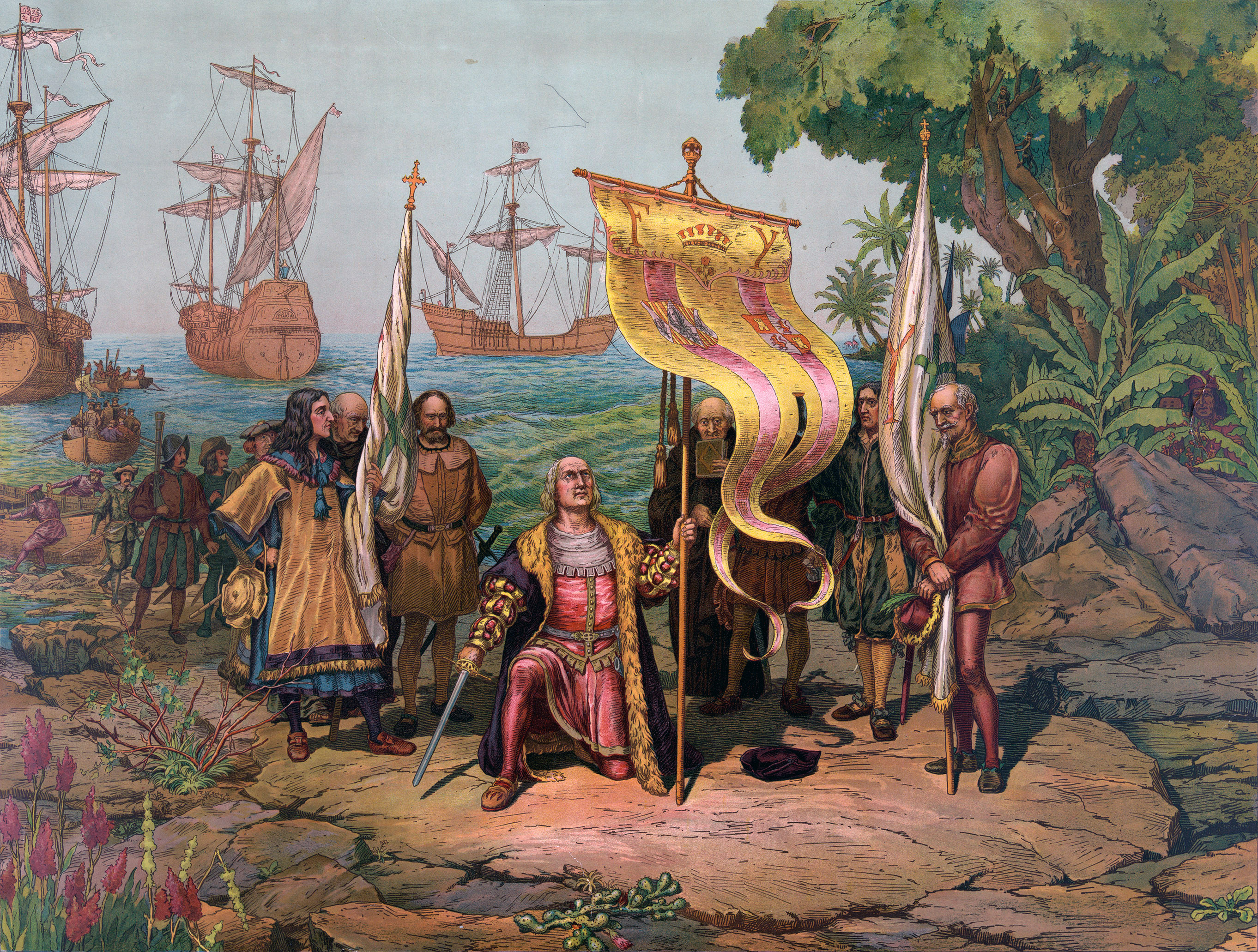
وضع كريستوفر كولومبوس قدمه على العالم الجديد في 1492

كانت ايرادات إمبراطورية قشتالة في الإنديز في البداية مخيبة للآمال. فقد حفزت بعض التجارة والصناعة، ولكنها كانت محدودة جدا. ناهيك من نقلهم للأمراض إلى العالم الجديد مثل الجدري والحصبة التي وصلت مع المستعمرين، مما دمر السكان الأصليين لا سيما في المناطق ذات الكثافة السكانية العالية للحضارات الأزتيك والمايا والإنكا، وهذا قلل من الإمكانات الاقتصادية للمناطق التي تم غزوها. ثم بدأت الأمور تتغير في عقد 1520 مع استخراج الفضة بكثرة من رواسب غنية في ولاية غواناخواتو في المكسيك، ولكن فتح مناجم الفضة في زاكاتيكاس بالمكسيك وبوتوسي في بيرو العليا (حاليا بوليفيا) في 1546 كان أسطوريا.
أعادت الشحنات الفضة تلك الحياة إلى اقتصاد إسبانيا. فقد أدت إلى استيراد الكماليات والحبوب. فالمستعمرات الغنية بالموارد قد جلبت بالدفق النقدي الضخم إلى اسبانيا. الذي أصبح لا غنى عنه في تمويل قدرات إسبانيا هابسبورغ العسكرية خلال سلسلة طويلة من الحروب الأوروبية وشمال أفريقيا، لذا كانت إسبانيا (قشتالة بالذات) -باستثناء بضع سنوات في القرن 17- أكثر المقاطعات أهمية في مصادر الدخل. وقد استمتعت بعصرها الذهبي الثقافي في القرنين 16 و 17. وتمكنت تلك الإمبراطورية بإسطولها القوي من الهيمنة على المحيطات ولديها فرق مشاة قوية ومدربة تدريبا جيدا سميت فرق الأثلاث الاسبانية [الإنجليزية] (بالإسبانية: tercios)‏ التي تسيدت على ساحات القتال الأوروبية، فنالت سمعة بأنها لاتقهر واستمرت تلك السمعة حتى منتصف القرن 17. فالإمبراطورية الإسبانية منذ استحواذها الإمبراطورية البرتغالية في الفترة (1580-1640) وإلى أن فقدت مستعمراتها في الأمريكتين في القرن 19 قد حافظت على لقب أكبر إمبراطورية في العالم مع أنها عانت من تذبذب الحظوظ العسكرية والاقتصادية في عقد 1640.
واجهت الخبرات في بناء الإمبراطورية معاناة وصعوبات جمة، فقد صاغ المفكرين الإسباني أولى الأفكار الحديثة في القانون الطبيعي والسيادة والقانون الدولي والحرب والاقتصاد كانت هناك أيضا أسئلة حول شرعية الامبريالية - في المدارس الفكرية المرتبطة يشار إليها مجتمعة باسم مدرسة سلامانكا-. بالرغم من تلك الابتكارات، فإن الكثير من محفزات الإمبراطورية تعود جذورها للعصور الوسطى، فالدين لعب دورا قويا جدا في توسع الإمبراطورية الإسبانية. فالفكرة أن بإمكان إسبانيا نقل المسيحية إلى العالم الجديد قد لعب دورا قويا في توسع الإمبراطورية الإسبانية.

### مملكة إسبانيا تحت حكم آل هابسبورغ (القرنين 16 و 17)

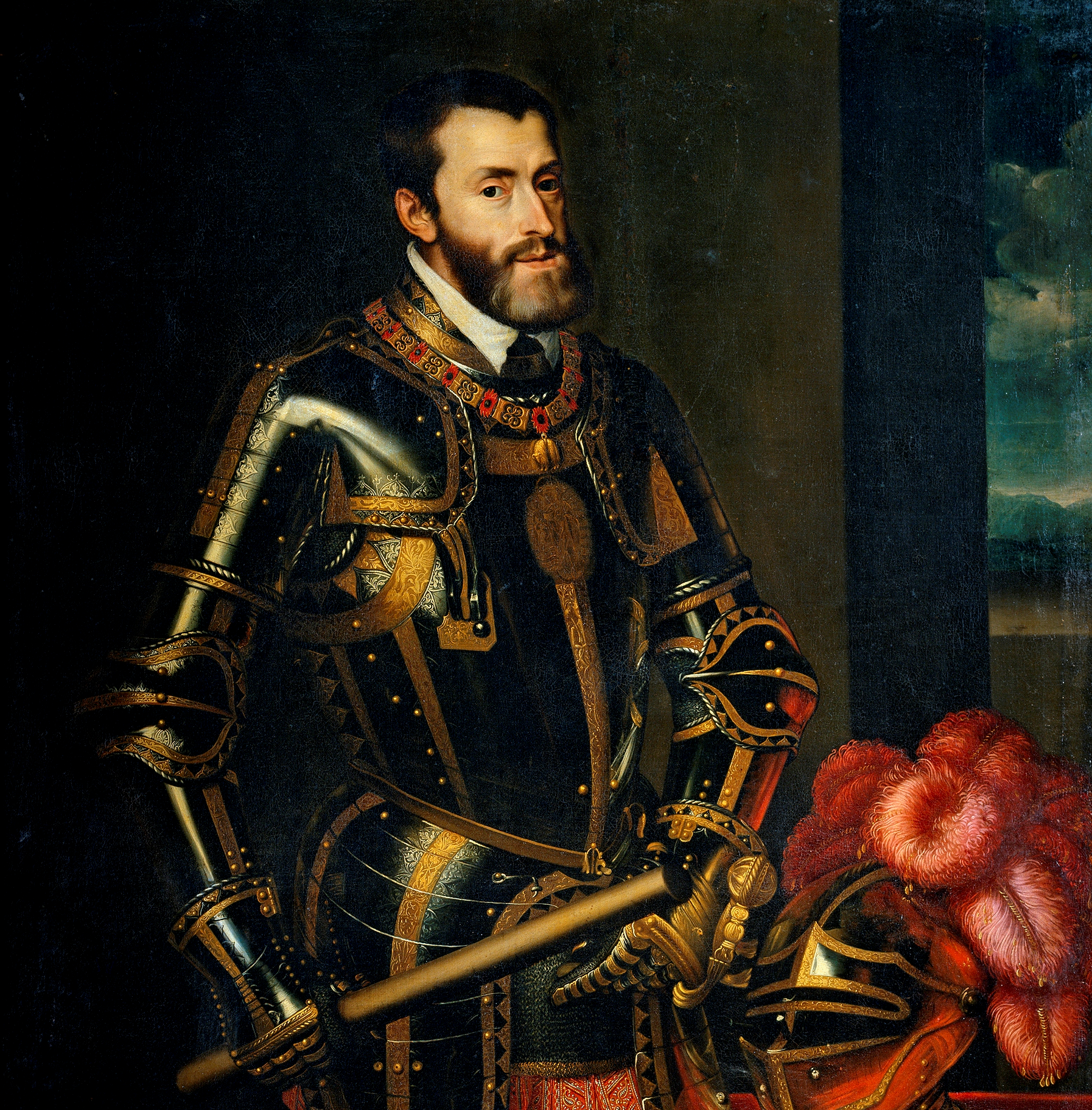
كارلوس الأول ملك إسبانيا أو كارلوس الخامس عاهل الإمبراطورية الرومانية المقدسة أقوى ملوك أوروبا في زمانه.

كان اقصى امتداد إقليمي للإمبراطورية الأسبانية قد بلغ أواخر القرن 18. وإن بلغت في عهد آل هابسبورغ في القرنين 16 و 17 ذروة قوتها وانحدارها. فعندما أضحى كارلوس الأول أول حاكم من آل هابسبورغ في إسبانيا ملكا عليها في 1516، أصبحت إسبانيا مركز صراعات الأسر الحاكمة في أوروبا. فبعد أسبانيا أصبح كارلوس الخامس عاهل الإمبراطورية الرومانية المقدسة. وبسبب الانتشار الواسع لمناطق نفوذه المبعثرة لذا كان أكثر الأحيان خارج إسبانيا. وفي آخر عمره قسم إمبراطورية آل هابسبورغ إلى قسمين. الإمبراطورية الرومانية المقدسة؛ والقسم الآخر هو إسبانيا مع ممتلكاتها في أوروبا وهولندا وشمال أفريقيا والأمريكتين. ثم تنحى عن الحكم وأعطى إسبانيا لإبنه فيليب الثاني ملك إسبانيا سنة 1556.
نجت إسبانيا من الصراعات الدينية التي استعرت في أنحاء أوروبا وأبقت على الكاثوليكية الرومانية راسخة. حيث رأى فيليب أنه حامي الكاثوليكية ضد الدولة العثمانية المسلمة والهراطقة البروتستانت.
أدت الكالفينية في هولندا إلى اندلاع أعمال شغب سنة 1566، ومع محاولة إسبانيا لاستعادة النظام إلا أن تلك الاضطرابات قادت تدريجيا إلى حرب الثمانين عاما. وقد استهلك هذا الصراع معظم أموال إسبانيا أواخر القرن 16، ومنها محاولة غير ناجحة لغزو إنجلترا -كانوا مؤيدين بحذر للهولنديين- عبر اسطول أرمادا، وهي المعركة الأولى لحرب إنجلترا وإسبانيا (1585-1604)، وحربهم مع فرنسا (1590-1598).
وبالرغم من تلك المشاكل فإن تدفق الفضة من العالم الجديد من منتصف القرن 16، وأيضا سمعتها العسكرية المتمثلة في مشاة الجيش الإسباني وبحريتها التي تعافت بسرعة من كارثة أرمادا جعلا إسبانيا القوة الأوروبية الكبرى. لم يوحد الاتحاد الإيبيري مع البرتغال سنة 1580 شبه الجزيرة فقط لكنه جمع الموارد الآتية من جميع أنحاء العالم إلى التاج الإسباني. ومع ذلك فقد تفاقمت المشاكل الاقتصادية والإدارية في قشتالة، علاوة على ضعف الاقتصاد المحلي الذي بدا واضحا في القرن 17، ارتفاع معدل التضخم والحروب في أوروبا التي استنزفت الموارد المالية، ثم أتى طرد المسلمين في سنوات 1609- 1611 وعددهم تقريبا نصف مليون من أمهر الحرفيين والفنيين العاملين في الزراعة والصناعة، فكان لذلك أثر سيئ على الاقتصاد الإسباني. ثم الاعتماد المتزايد على واردات الذهب والفضة، جميعها تسببت بعدة حالات إفلاس. فخلقت أزمة اقتصادية في البلاد وخاصة في قشتالة المرهقة.

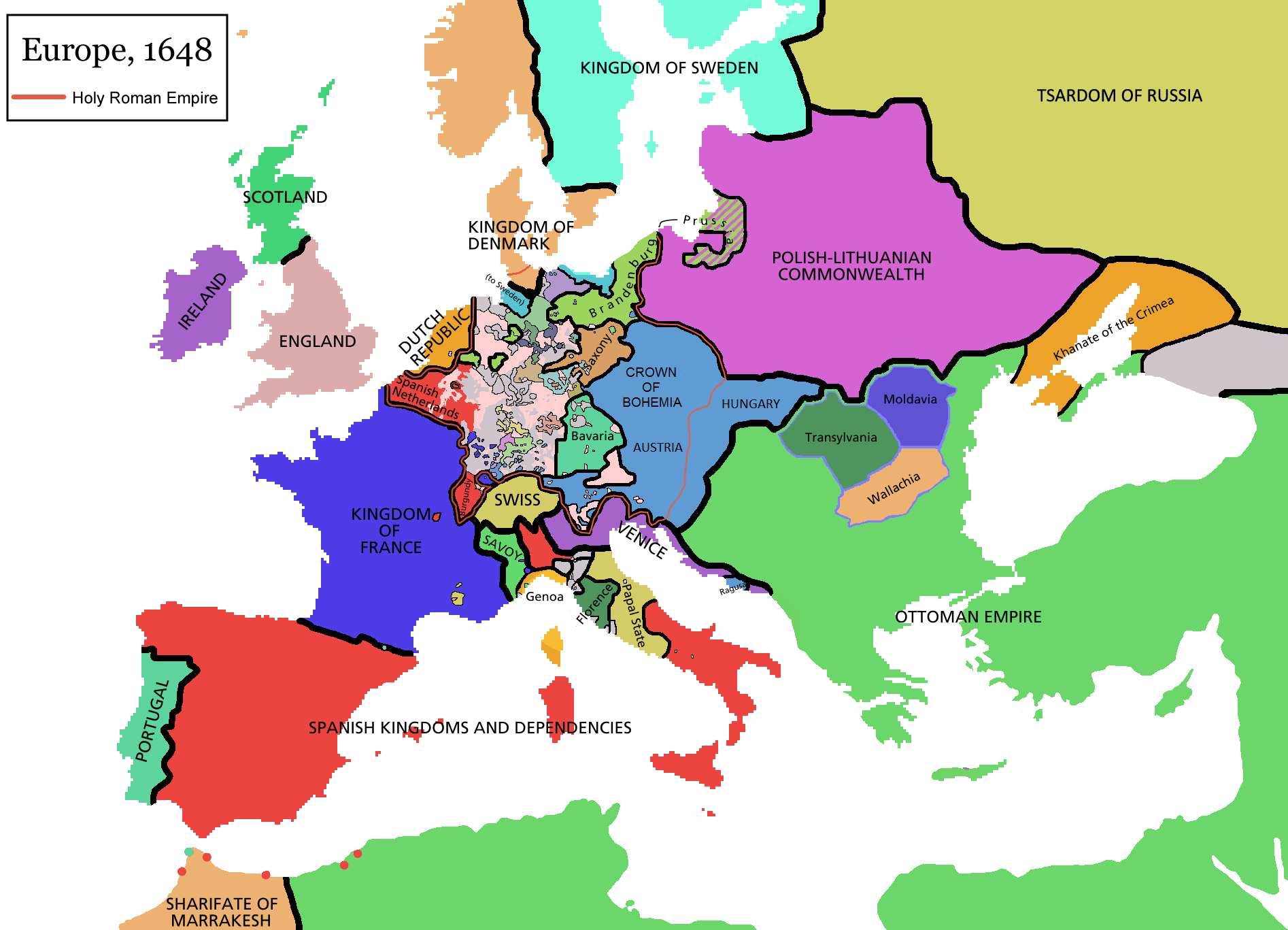
خريطة أوروبا 1648، بعد صلح وستفاليا

شكلت الأساطيل البحرية لشمال أفريقيا الموالية للعثمانيين مشكلة لأساطيل أوروبا. فقد تعرضت عدة موانئ ومدن الساحلية في إسبانيا وإيطاليا وجزر البحر المتوسط في كثير من الأحيان لهجوم البحرية الإسلامية من شمال أفريقيا. فجزيرة فورمينتيرا قد هجرها أهلها عدة مرات ولفترات طويلة، والكثير من السواحل الإسبانية والإيطالية قد أخليت من سكانها. ومن أشهر قادة الأساطيل البحرية الإسلامية بربروس. ووفقا لمصادر غربية فإن مابين مليون و1.25 مليون من الأوروبيين قد اخذهم قراصنة شمال افريقيا وباعوهم عبيدا في شمال أفريقيا ومناطق الدولة العثمانية بين قرني 16 و19. وقد خفت تلك الغزوات هذا تدريجيا بعد انتصارهم في ليبانت 1571، فبدأت إسبانيا والقوى المسيحية الأخرى في كبح جماح هيمنة البحرية الإسلامية في المتوسط. وإن استمرت تلك الهيمنة البحرية لقرن من الزمان.
قتل الطاعون الكبير [الإنجليزية] 1596-1602 مابين 600,000 إلى 700,000 شخص أي حوالي 10٪ من السكان. وقد قضى الطاعون على أكثر من 1,250,000 شخص في القرن 17 في اسبانيا. اقتصاديا فإن الطاعون قضى على القوة العاملة مما شكل ضربة نفسية تضاف إلى المشاكل الموجودة في إسبانيا. في سنة 1598 مات الملك فيليب الثاني وخلفه فيليب الثالث (1598-1621) ففي عهده دخلت هدنة عشر سنوات مع الهولنديين في 1618 في نفق مظلم بسبب مشاركة إسبانيا في حرب الثلاثين عاما. سيطرت المحسوبية على سياسة الحكومة الإسبانية، ولكنها كانت أيضا الفترة التي برز فيها عباقرة مثل ثيربانتس وإل غريكو. وفي سنة 1621 خلف فيليب الرابع والده في حكم إسبانيا (1621-1665). فقد ازيح دون بالتازار وخلفه غاسبار دي غوزمان دوق اوليفاريس. وفي خضم الحرب المستعرة في وسط أوروبا سنة 1640 التي لا يعرف المنتصر فيها عدا الفرنسيين، بدأت البرتغال وكاتالونيا بالتمرد. فاستقلت البرتغال عن التاج الإسباني. وقمعت الثورة الكتالانية وطردت القوات الفرنسية من معظم كاتالونيا إيطاليا. ثم خلف فيليب ابنه كارلوس الثاني (1665-1700) وهو متخلف عقليا. فبدأت إسبانيا بالتقهقر تاركة قيادة أوروبا وتحولت إلى قوة من الدرجة الثانية بعد تركها بدون قيادة قوية.
بموت كارلوس الثاني في 1700 انقرضت سلالة هابسبورغ في إسبانيا، وبدأت حرب الخلافة الإسبانية
وتلا ذلك محاولة عدة دول أوروبية السيطرة على النظام الملكي الأسباني. فخسر ملك فرنسا لويس الرابع عشر الحرب، ولكن لأن المنتصرين (بريطانيا العظمى، والجمهورية الهولندية والنمسا) وجدوا أن مرشحهم لعرش إسبانيا (الدوق كارلوس النمساوي) أصبح الإمبراطور الروماني المقدس، مما يمكن له السيطرة على إسبانيا، لذا فقد مررت إلى سلالة بوربون. ومع ذلك فقد اعترفت معاهدة أوترخت بأن يكون فيليب الخامس ملكاً لاسبانيا ولكنه أزيح من سلسلة خلافة العرش الفرنسي، على أن لا تتحد أسبانيا وفرنسا تحت حاكم واحد، وذلك لتجنب حدوث أي اتحاد مستقبلي بين مملكتي إسبانيا وفرنسا.

### العصر الذهبي (Siglo de Oro)

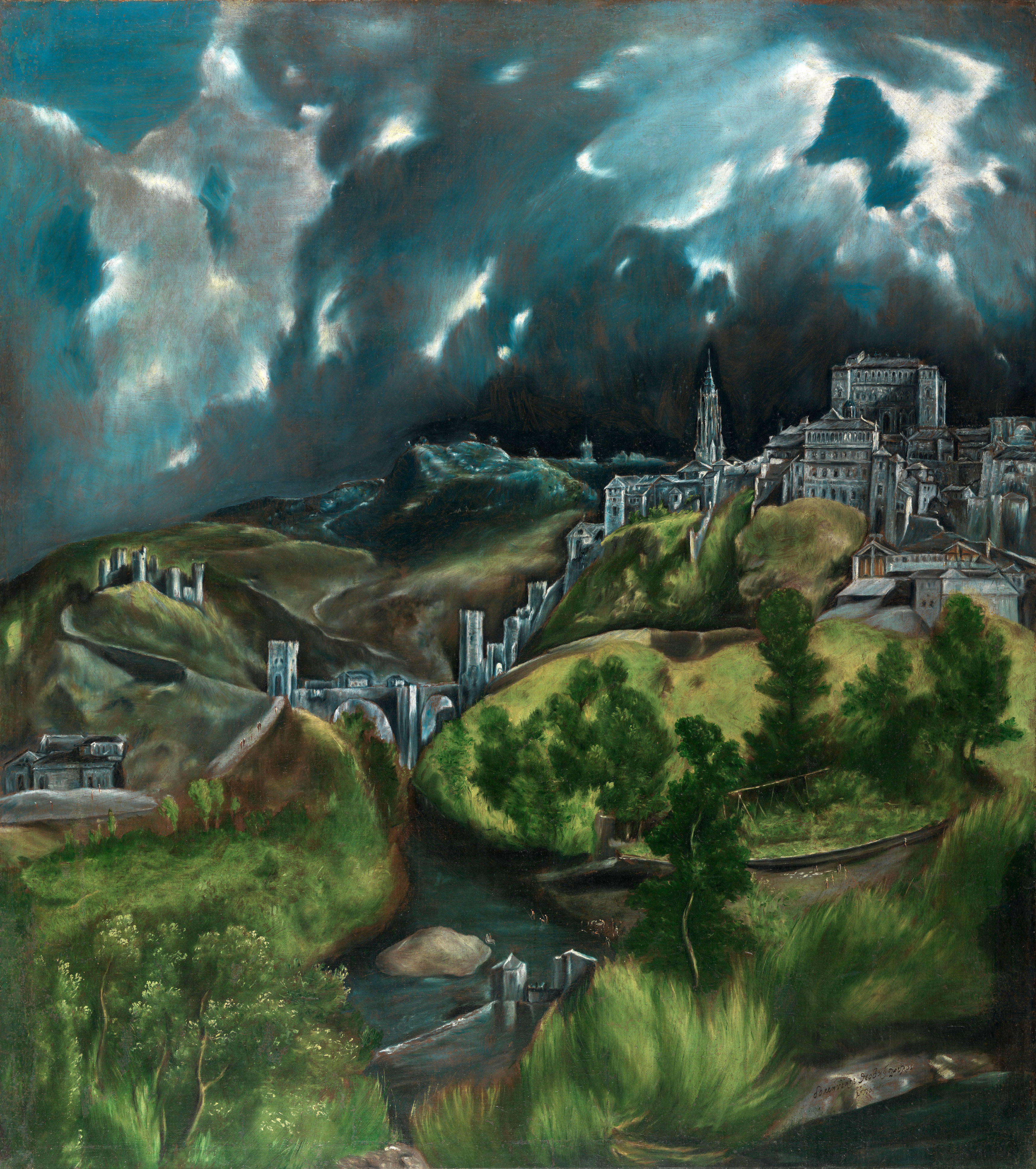
مشهد لطليطلة برسم إل غريكو بين 1596 و 1600

شهد العصر الذهبي الإسباني (بالإسبانية: Siglo de Oro) فترة ازدهار في الفن والإدب الإسباني الذي توسع وانتشر في الإمبراطورية الإسبانية (حاليا إسبانيا والدول الناطقة بالإسبانية في أمريكا اللاتينية) بالتزامن مع انحطاط وسقوط آل هابسبورغ الإسبان (فيليب الثالث وفيليب الرابع وكارلوس الثاني). ومن المثير للاهتمام أن الفنون ازدهرت خلال العصر الذهبي بالرغم من تراجع الإمبراطورية في القرن 17. آخر الكتاب الكبار في ذلك العصر الراهبة خوانا إينيس دو لا كروز توفيت في إسبانيا الجديدة سنة 1695‏.
كان ملوك الهابسبورغ في كل من إسبانيا والنمسا رعاة كبار للفن في بلدانهم. فالاسكوريال هذا الصرح الملكي الكبير الذي بني في عهد الملك فيليب الثاني. وبناه أعظم المهندسين المعماريين في أوروبا والرسامين. يعتبر دييغو فيلاسكيز واحدا من أكثر الرسامين تأثيرا في التاريخ الأوروبي وهو فنان له احترام كبير في عصره، فقد صقل علاقة مع الملك فيليب الرابع ورئيس وزرائه الدوق اوليفاريس. وترك لنا عدة صور تظهر أسلوبه ومهارته. والفنان إل غريكو فنان يوناني استقر في إسبانيا، وهو الذي غرس الفن الأسباني مع أنماط النهضة الإيطالية وساعد على إنشاء الطراز الأسباني المميز في الرسم. ومن أعظم الملحنين مثل توماس لويس دي فيكتوريا، لويس دي ليناتي وألونسو لوبو لتشكيل موسيقى عصر النهضة.
ومنذ نشر القواعد الإسبانية لأنطونيو دي نبريخا عام 1499 وحتي وفاة كالديرون دي لا باركا عام 1681. يعتبر ميجيل دي ثيربانتس هو من أطلق أول رواية حديثة في الأدب الإسباني تحت عنوان دون كيخوتي وهو الكتاب الأكثر مبيعا وترجمة في تاريخ العالم. لاثريو دي تورميس. ومن خلال العصر الذهبي الإسباني ومن بين لائحة لا تنتهي من الشعراء وكتاب المسرحيات وكتاب النثر، يمكن تسليط الضوء علي فرانثيسكو دي كيفيدو، لويس دي جونجورا، لوبي دي بيجا، بيدرو كالديرون دي لا باركا، تيرسو دي مولينا، فرناندو دي روخاس، سان خوان دي لاكروس، فراي لويس دي ليون، سانتا تريزا دي أبيلا، ماتيو أليمان...إلخ؛ أو علماء نفس لاهوتيين وفلاسفة مثل: بالتاسار جراثيان وأنطونيو دي نبريخا وخوان لويس بيبيس وبارتولومي دي لاس كاساس وميغيل سيرفيت.

### الإنحطاط في القرن 17

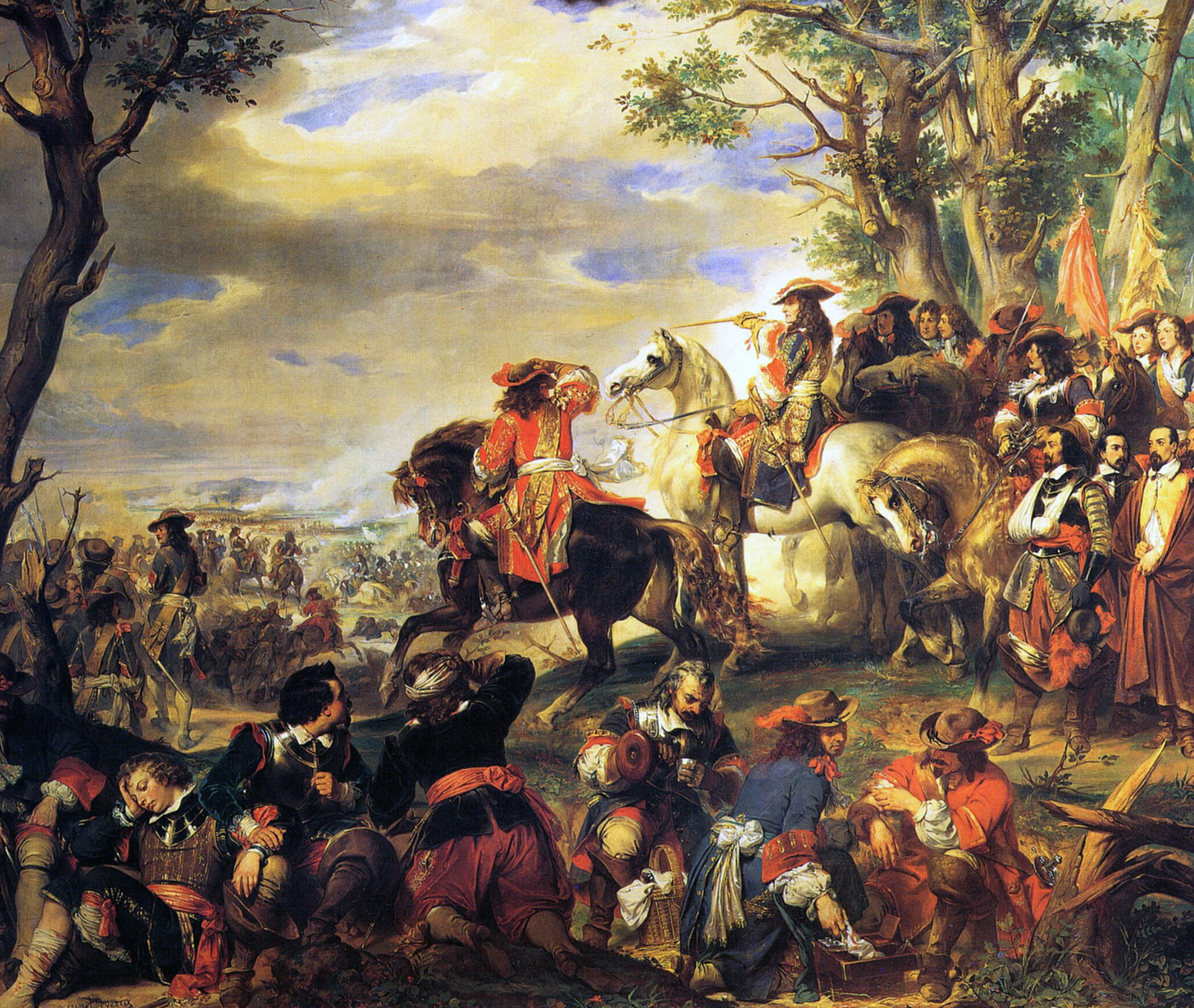
معركة مارساجليا خلال حرب التسع سنوات 1693

بدأ «العصر الذهبي الإسباني» بالأفول سياسيا بدءا من 1659 بصلح البرانس مع فرنسا. وقد واجهت إسبانيا صعوبات مالية حادة حتى أواخر القرن 16 فسببت لاعلان التاج افلاسه أربع مرات في (1557 - 1560 - 1576 - 1596). ومع ذلك فإن ذلك التوتر المالي المستمر لم يمنع صعود قوة إسبانيا خلال القرن 16.
هناك العديد من العوامل المختلفة التي ساهمت في اضمحلال قوة إسبانيا هابسبورغ بداية من النصف الثاني من القرن 17. فمنها كثرة الحروب والضرائب غير الفعالة وتعاقب ملوك ضعاف في القرن 17 والصراعات على السلطة في البلاط الإسباني. خلال فترة حكم كارلوس الثاني الطويلة وهو آخر سلالة هابسبورغ الإسبانية، ففيها تم هدر الخزانة الإسبانية. فقد أصاب البلاد الطاعون والمجاعة والفيضانات والجفاف ثم تجددت الحرب مع فرنسا فأضاع البلد. فجاء صلح البرانس (1659) الذي انهى خمسين عاما من الحرب مع فرنسا وملكها لويس الرابع عشر الذي وجد في استغلال ضعف إسبانيا فائدة كبيرة جدا. وكجزء من تسوية السلام فقد تزوج الأسبانية ماريا تيريزا. ولويس هو الي حرض على حرب أيلولة (1667- 68) ليستحوذ على هولندا الإسبانية.
وبحلول القرن 17 كانت الكنيسة الكاثوليكية والتاج الإسباني مرتبطين ارتباطا وثيقا مع بعضهما البعض مما دل على أن إسبانيا كانت خالية تقريبا من البروتستانت في القرن 16. في 1620 كان هناك 100,000 أسباني يعملون في الكنيسة. وفي سنة 1660 كان هناك حوالي 200,000 أسباني يعملون الكنيسة التي تملك 20٪ من أراضي إسبانيا.
كانت البيروقراطية الأسبانية في هذه الفترة شديدة المركزية، وتعتمد كليا على الملك لأداء وظائفه بكفاءة. وأضحت المجالس في عهد كارلوس الثاني تجمع العاطلين من الأرستقراطيين الأثرياء بالرغم من محاولات عديدة للإصلاح. اقترح المعلقون السياسيون في إسبانيا والمعروفين باسم أربيترستاس (بالإسبانية: arbitristas)‏ عددا من التدابير لخفض تراجع الاقتصاد الإسباني، ولكنه نجح نجاحا محدودا. وفي الريف الإسباني فإن الضرائب الثقيلة على الفلاحين خفضت الإنتاج الزراعي. فسببت بهجرة الفلاحين إلى المدن. وقد شهد تدفق الفضة من الأمريكيتين إلى حالة التضخم، فقد كان خمس دخل الخزانة من المعادن الثمينة. وكان أحد العوامل الداخلية البارزة هو اعتماد الاقتصاد الأسباني على تصدير صوف مارينو الفاخر، وبسبب الحرب انخفض سوقها في شمال أوروبا فازدادت المنافسة على منسوجات أرخص.

## إسبانيا تحت حكم البوربون (القرن 18)
لم يكن لكارلوس الثاني أي وريث مباشر، فأراد من حفيد شقيقته ماريا تيريزا واسمه فيليب دانجو وهو أمير فرنسي وعمره 16 عاما خلفا له لحكم الإمبراطورية الإسبانية سنة 1700. فانتاب القلق بين القوى الأوروبية أن تتوحد إسبانيا وفرنسا تحت ملك بوربون واحد وهو من شأنه أن يخل بتوازن القوى مما أدى إلى حرب الخلافة الإسبانية بين 1701 و 1714. واندلعت الاشتباكات بين فرنسا القوية مع إسبانيا الأقل قوة ضد التحالف الكبير المكون من إنجلترا والبرتغال وسافوي وهولندا والنمسا.
بعد العديد من المعارك وخاصة في إسبانيا، اعترفت معاهدة أوترخت بفيليب دوق أنجو حفيد لويس الرابع عشر وملك إسبانيا (باسم فيليب الخامس)، فثبتت إرادة كارلوس الثاني ملك إسبانيا في طلب الخلافة المنصوص عليها. ومع ذلك اضطر فيليب للتخلي هو وذريته عن أي حق في المطالبة بالعرش الفرنسي، رغم الشكوك فيما يتعلق بقانونية هذا الفعل. وقسمت أراضي إيطاليا الإسبانية.

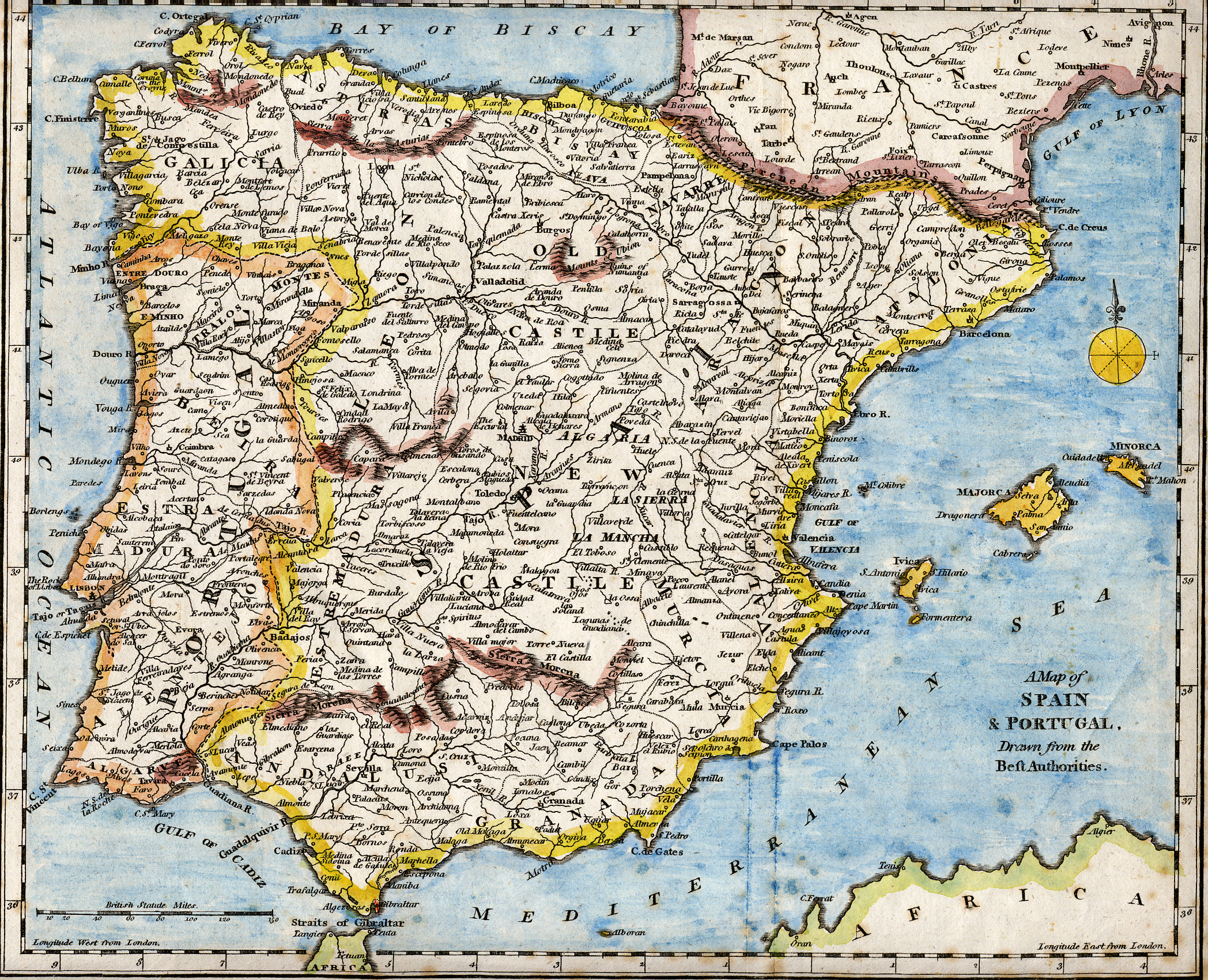
خريطة شبه الجزيرة الإيبيرية في القرن 18

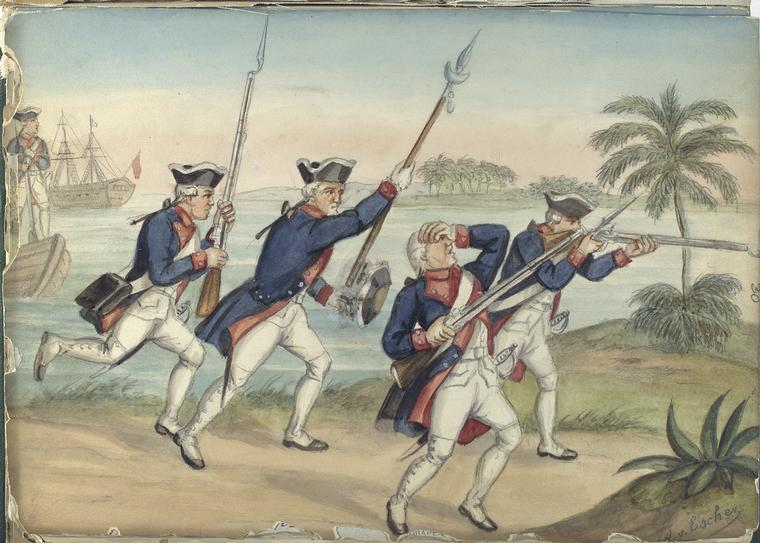
تصوير لهجوم مشاة إسبان (حوالي 1740)

في سنة 1715 وقع فيليب الخامس على مراسيم نويفا بلانتا التي ألغت معظم الحقوق والامتيازات التاريخية لمختلف الممالك التي يتكون منها التاج الإسباني، خصوصا تاج أراغون وتوحيدها وفقا لقوانين قشتالة، حيث أن البرلمان القشتالي هو الأكثر تقبلا للرغبة الملكية. أصبحت إسبانيا تابع ثقافي وسياسي لفرنسا. ويقول لينش أن فيليب الخامس طور الحكومة تطويرا بسيطا أكثر من أسلافه وإن كان أكثر مسؤولية من كارلوس الثاني العاجز. وعند حدوث خلاف بين مصالح إسبانيا وفرنسا فإنه عادة ما يفضل فرنسا.
صنع فيليب الإصلاحات في حكومته وعزز من السلطة المركزية مقارنة بالمقاطعات. تلك الميزة أضحت مهمة جدا بالرغم من أن معظم المناصب العليا لاتزال بيد الطبقة الارستقراطية. ولكن تحت تلك الطبقة لايزال الفساد وعدم الكفاءة مستشريا وعلى نطاق واسع كما كان من قبل.
بلغت تلك الإصلاحات التي بدأها فيليب الخامس اوجها وأهميتها في عهد كارلوس الثالث. ومع ذلك يقول إسرائيل ان كارلوس الثالث ووزرائه كانوا قليلي الاهتمام بالتنوير والأفكار التنويرية المؤثرة في أماكن أخرى من القارة. وأضاف إسرائيل «أن عدد قليل من الوزراء والمسؤولين التزموا بجدية الأهداف المستنيرة. ومعظمهم كان في مقدمة مؤيدي الحكم المطلق وهدفهم الدائم هو تعزيز النظام الملكي والإمبراطورية والأرستقراطية ... وسيطرة الكنيسة والسلطة على التعليم». أما الاقتصاد فقد تحسن بالعموم خلال فترة 1650-1700 الكئيبة، مع زيادة في الإنتاج ونقص في المجاعات والأوبئة.
استمر البوربون الإسبان بالحكم زمن فرناندو السادس (1746-1759) وكارلوس الثالث (1759-1788). وقد كان لإليزابيث فارنيزي أرملة فيليب الخامس تأثيرا كبيرا على سياسة إسبانيا الخارجية. وكان هدفها الرئيسي استعادة أراضي إسبانيا المفقودة في إيطاليا. وقد تلقت دعما فرنسيا بريطانيا في مؤتمر سواسون (1728-1729).
انتعش الاقتصاد في إسبانيا في حكم كارلوس الثالث. ولكن خوفا من أن انتصار بريطانيا على فرنسا في حرب السنوات السبع (1756–63) الذي هدد توازن القوى الأوروبية تحالفت إسبانيا مع فرنسا إلا أنها تعرضت لسلسلة من الهزائم العسكرية وانتهى بها الأمر بالتنازل عن فلوريدا لبريطانيا في معاهدة باريس (1763) في حين أخذت لويزيانا من فرنسا. وقد استعادت أسبانيا فلوريدا في معاهدة باريس (1783) التي أنهت حروب الثورة الأمريكية (1775-1783)، واكتسبت مكانة دولية محترمة.
ومع ذلك، لم تكن هناك حوافز لإصلاحات جدية عند كارلوس الرابع (1788-1808). فقد باشر بسياسات انقلبت على كثير من إصلاحات كارلوس الثالث. وبعد فترة وجيزة من معارضة الثورة الفرنسية وهي بداية حروب الثورة الفرنسية، بدأت إسبانيا بالتملق لتحالف صعب مع جارتها الشمالية المحاصرة فقط من البريطانيين. وقد بلغ تردد كارلوس الرابع الذروة عندما فشل في احترام التحالف وأهمل تطبيق النظام القاري لإمبراطور فرنسا نابليون الأول فغزا إسبانيا سنة 1808 مما اشعل حرب الاستقلال الإسبانية، فتسبب ذلك بخسائر هائلة في الأرواح والممتلكات وضياع معظم مستعمرات الإمبراطورية.
تمكنت إسبانيا خلال القرن 18 من وقف انحدارها النسبي الذي تم في أواخر القرن 17. وبالرغم من ذلك فقد استمرت متخلفة عن التطورات السياسية والتجارية التي حدثت في الدول الأوروبية الأخرى، وبالخصوص بريطانيا العظمى وهولندا وفرنسا. فقد تسببت الفوضى الحاصلة بسبب الحرب في شبه الجزيرة بتلك الفجوة المتسعة باضطراد، ولم تكن لدى إسبانيا ثورة صناعية. فقد وصل عصر التنوير إسبانيا بشكل مخفف حوالي 1750. حيث ركز الاهتمام على الطب والفيزياء ثم الفلسفة. وكان الزوار الفرنسيين والإيطاليين مؤثرين، وإن كان هناك بعض التحدي للكاثوليكية أو الكنيسة مثل تميز الفلاسفة الفرنسيون. وقد قاد بنيتو فييجو عصر التنوير في إسبانيا (1676–1764) وهو راهب بندكتي وبروفيسر. وهو ناشر ناجح ومشهور بتشجيع الفكر العلمي والتجريبي في محاولة لدحض الأساطير والخرافات. وبدءا من عقد 1770 شن المحافظين هجوما مضادا واستخدموا الرقابة ومحاكم التفتيش لقمع الأفكار التنويرية.
وقف النبلاء ورجال الكنيسة في عقد 1780 على قمة الهرم الاجتماعي الإسباني. حيث هيمنت بضع مئات من العائلات على الطبقة الأرستقراطية، وهناك 500,000 شخص يحمل لقبا نبيلا. بالإضافة إلى 200,000 شخص من رجل وامرأة يعملون في سلك الكهنوت. نصفهم في أديرة موهوبة ويسيطروا على الأراضي التي لا يملكها النبلاء. أما الناس الذين في المزارع، فهم إما سخرة لا يملكون الأرض أو أصحاب أراض صغيرة. والطبقة الوسطى في المدن الصغيرة فأعدادهم تزداد مع الوقت. وكان هناك عدم ثقة بين ملاك الأراضي والفلاحين على حد سواء.

## إسبانيا القرن 19

### حرب الاستقلال الإسبانية (1808–1814)

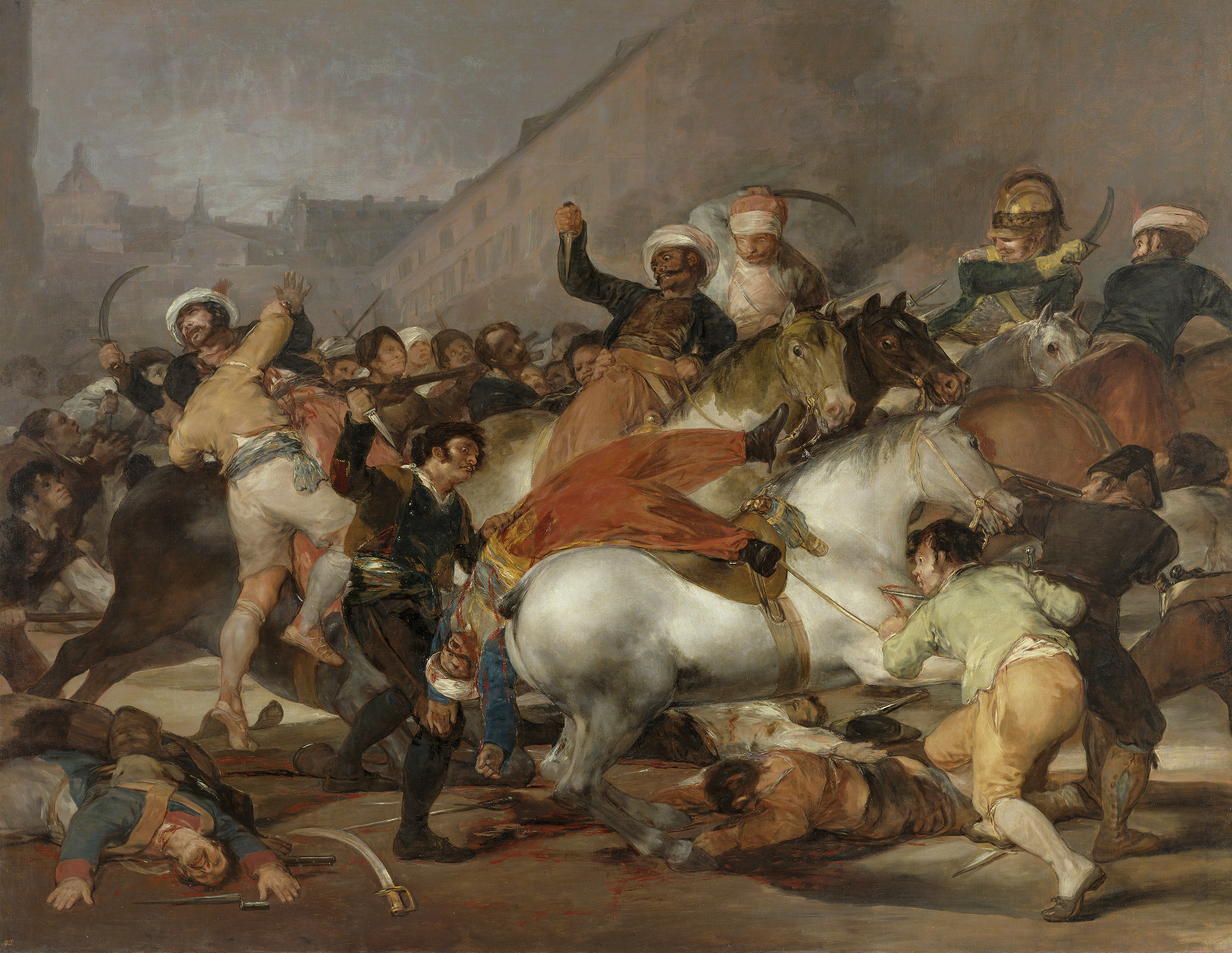
لوحة 2 مايو1808 تمثل بداية المقاومة الشعبية الاسبانية ضد نابليون.

كان حكم بوربون-اسبانيا متحالفا مع حكم بوربون-فرنسا في أواخر القرن 18، وبالتالي لم يكن هناك أي خوف من حروب برية بينهما. وكان العدو الخطر لهما هي بريطانيا، والتي لها بحرية ملكية قوية؛ لذا كثفت اسبانيا مواردها بالتركيز على قوتها البحرية. ولكن عندما أطاحت الثورة الفرنسية بالبوربون، أصبحت فرنسا تمثل تهديدا بريا حاول الملك تجنبها.
أما عن الجيش الإسباني فهو جيش سيئ التجهيز. حيث كان يتم اختيار الضباط بالدرجة الأولى على أساس المحسوبية بدلا من الجدارة. وكانت تتم ترقية حوالي ثلث الضباط الصغار حيث لم تكن لديهم موهبة، ولكن لديهم فرص بسيطة للترقية أو القيادة. أما الجنود فهم فلاحون سيئوا التدريب. وتشمل وحدات النخبة على أفواج أجنبية من الإيرلنديين والإيطاليين والسويسريين والوالونيين، بالإضافة إلى وحدات مختارة من المدفعية والهندسة. ويعتبر عتادها قديم الطراز وفي حالة سيئة. ويفتقر الجيش إلى خيول للحمل وثيران وبغال للنقل، لذلك كان يتم تأجيرها من المدنيين الذين يفرون بحيواناتهم إذا سائت الظروف.
خاضت الوحدات الصغيرة القتال بصورة رائعة، ولكن أساليبهم القديمة لم تكن مفيدة ضد قوات نابليون، بالرغم من الجهود اليائسة المتكررة لإصلاح اللحظة الأخيرة. وعندما اندلعت الحرب مع فرنسا في 1808، كان الجيش لا يحظى بشعبية. فقد اغتيل الجنرالات الكبار، وأثبت الجيش عدم كفائته في التعامل مع القيادة والسيطرة. فهجر صغار الضباط من أسر الفلاحين الجيش وانضموا للمتمردين، مما ادى إلى تفكك العديد من الوحدات. لم يتمكن الجيش من تحريك المدفعية أو سلاح الفرسان. كان هناك انتصار واحد في الحرب وهي معركة بايلين، أما الهزائم المذلة فهي كثيرة. ازدادت الظروف سوءا، بحيث ازدادت سيطرة المتمردون على معارك أسبانيا ضد نابليون. وقد سخر نابليون منهم بأنهم «الأسوأ في أوروبا». وقد اتفق معه البريطانيون الذين اضطروا إلى العمل معهم. فلم يكن الجيش هو الذي هزم نابليون، ولكن الفلاحين المتمردين الذين سخر منهم نابليون بأنهم حزم من «قطاع الطرق يقودهم رهبان» (وهم بدورهم اعتقدوا أن نابليون هو شيطان). أضحى الجيش بحلول 1812 مسيطرا على جيوب متناثرة، ويمكنه أن ينهك الفرنسيين فقط بغارات سريعة. فقد وصلت الروح المعنوية للجيش الحضيض، وجرد الإصلاحيين الضباط الأرستقراطيين من معظم امتيازاتهم القانونية.
وقفت إسبانيا في البداية ضد فرنسا في الحروب النابليونية، ولكن سرعة هزيمة جيشها في الحرب أدى إلى قرار كارلوس الرابع الانتفاعي للإصطفاف مع الثورة الفرنسية. فوضعتها بريطانيا تحت الحصار، وبدأت مستعمراتها في التبادل التجاري المستقل مع بريطانيا ولكن هزيمة العدوان البريطاني لريو دي لا بلاتا في أمريكا الجنوبية (1806-1807) شجعت الآمال الثورية والاستقلال لمستعمرات أسبانيا في أمريكا الشمالية والجنوبية. فقد كلا الأسطولين الفرنسي والأسباني معظم سفنهم في معركة الطرف الأغر سنة 1805، مما دفع الملك إسبانيا المتذبذب أن يعيد النظر في تحالفه الصعب مع نابليون. فكسرت اسبانيا مؤقتا الحصار القاري الذي وضعه نابليون، فتفاقمت الأمور مع ملوك البوربون في اسبانيا. حيث غزا نابليون اسبانيا في 1808، ثم خلع فيرناندو السابع الذي لم يمض على حكمه سوى ثمان وأربعين يوما بعد تنازل والده له في مارس. وفي 20 يوليو من ذات السنة دخل جوزيف بونابرت الشقيق الأكبر لنابليون بونابرت مدريد وشكل حكومة التي أصبح بموجبها ملك إسبانيا ولكنه يعمل نائبا لنابليون

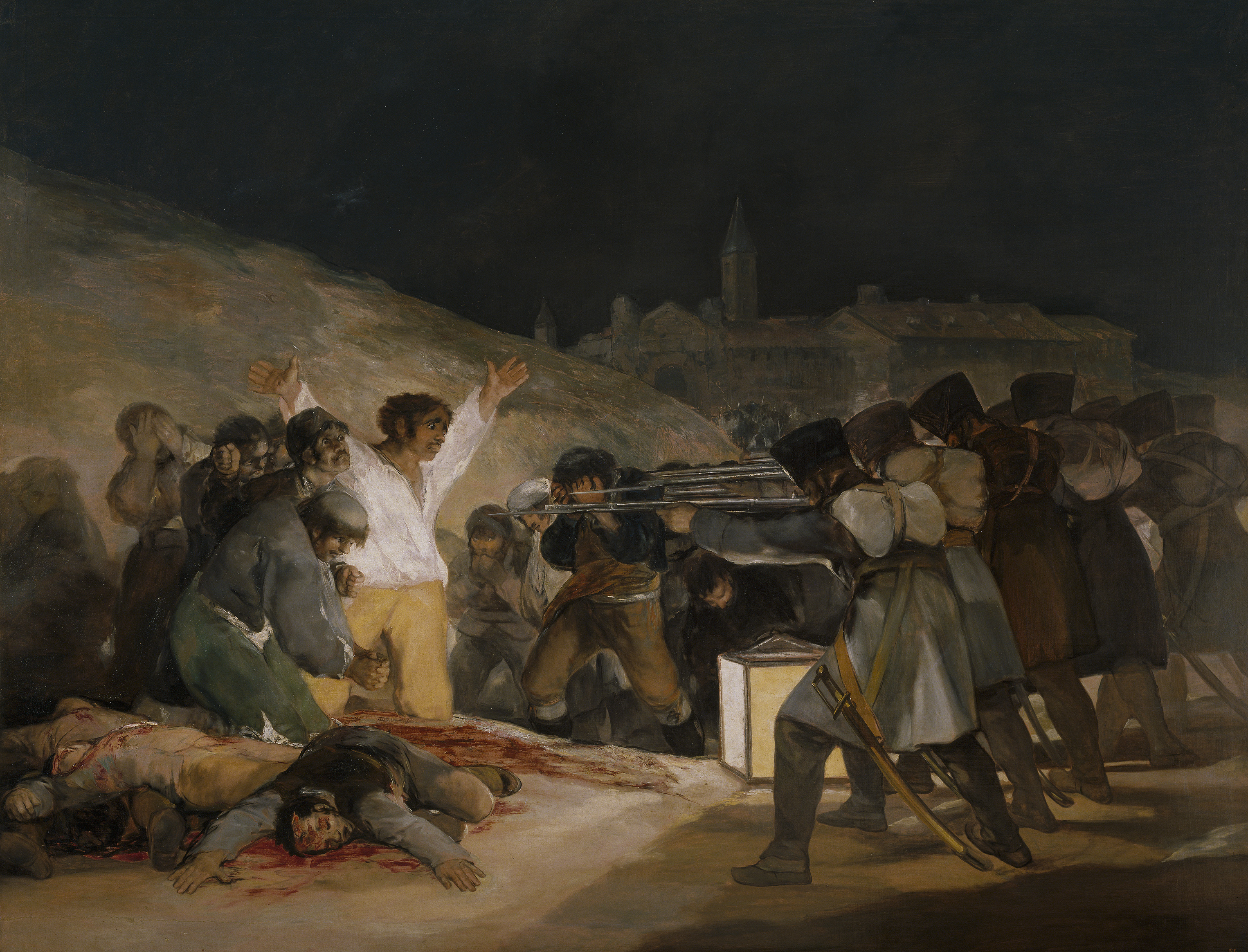
لوحة الثالث من مايو جنود نابليون يعدمون السجناء. غويا

بعد أن خلع نابليون ملك إسبانيا فيرناندو السابع ووضع أخيه جوزيف مكانه على العرش. ثار عليه الإسبان. ويذكر تومبسون أن الثورة الإسبانية كانت "ردة فعل ضد المؤسسات والأفكار الجديدة، وهي حركة تدين الولاء للنظام القديم: فالتاج وراثي عند معظم ملوك الكاثوليك، أما نابليون فهو عدو مطرود من البابا، والذي تصنّع للفرنسيين; فالجمهوريون اضطهدوا الكنيسة الكاثوليكية ودنسوا الكنائس وقتلوا الكهنة. فالحقوق والامتيازات المحلية والإقليمية مهددة من حكومة شديدة المركزية. فتم تشكيل مجالس عسكرية في جميع أنحاء أسبانيا فهم الناطقون باسم الملك فيرناندو السابع. ثم شكّل المجلس العسكري المركزي في 26 سبتمبر 1808 في بلدة ارانخويث لتنسيق كفاح الإسبان ضد الفرنسيين. فأعلن المجلس العسكري المركزي دعم فيرناندو السابع أولا ثم عقد جلسة برلمانية عادية وغير عادية لجميع الممالك التابعة للتاج الإسبان. وفي يومي 22 و23 فبراير 1809، اندلعت انتفاضة شعبية ضد الاحتلال الفرنسي في جميع أنحاء إسبانيا.

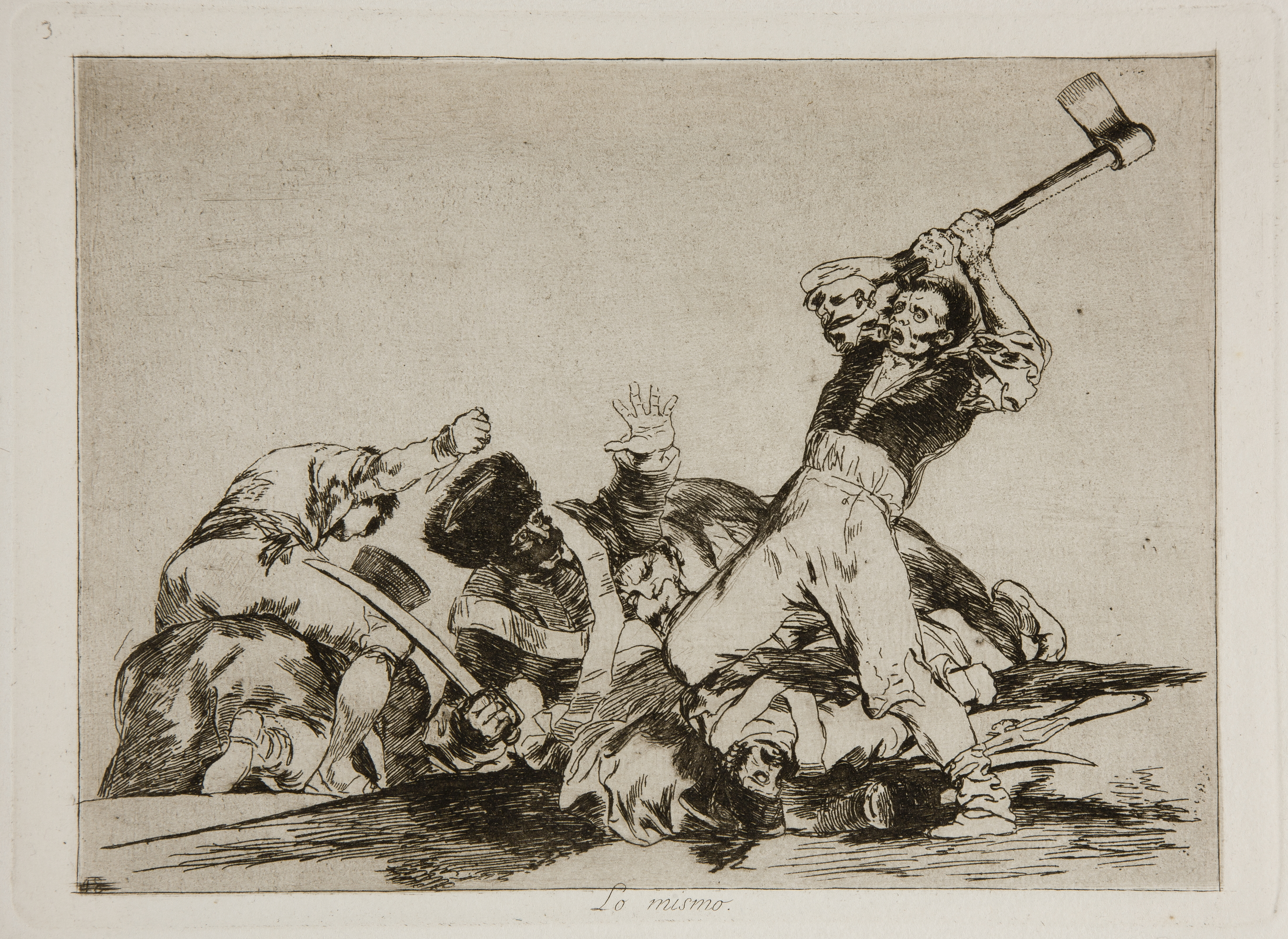
Lo mismo. متمرد اسباني يحاول قتل جندي فرنسي. غويا

وكانت الحملة الفرنسية على إسبانيا كارثية لها. فقد كانت أوضاع الجيش الفرنسي جيدة عندما كان نابليون يقود الجيش قيادة مباشرة، ولكن بدات الخسائر تتوالى عندما غادر في 1809. فازدادت أوضاع فرنسا سوءا، فعمليات الانتقام الوحشية التي رسمها غويا في لوحاته «كوارث الحرب» جعلت الفدائيين الأسبان أكثر غضبا ونشاطا. أثبتت الحرب في أسبانيا أنها كبيرة وأنها استنزاف طويل الأمد لمال فرنسا ورجالها وهيبتها.
وفي مارس 1812 أنشأ مجلس قادس أول دستور إسباني حديث دستور سنة 1812 (المسمى بشكل غير رسمي لا بيبا La Pepa). ونص الدستور على الفصل بين صلاحيات السلطة التنفيذية والتشريعية للحكومة. وكان المجلس النيابي أو الكورتيز ينتخب بالاقتراع العام، وإن كان التصويت غير المباشر. فكل عضو من أعضاء كورتيز يمثل 70,000 شخص. واجتماعهم يكون في سلسلة من الجلسات السنوية. ويمنع الملك من أي عقد أو تأجيل جلسات الكورتيز. وفترة عمل أعضاء الكورتيز سنتان لمرة واحدة فقط، أي أنه لا يمكن أن يخدم فترتين متتاليتين. إلا في حالة أنه يسمح لشخص آخر أن يحل محله في المنصب لفترة واحدة فقط. استمرت المحاولة لوضع حكومة دستورية حديثة من 1808 حتى 1814. ومن أشهر قادة الإصلاح في فترة الثورة كان فلوريدابلانكا الذي ولد في 1728، وكان عمره الثمانين من العمر في وقت اندلاع الثورة في 1808. وقد شغل منصب رئيس الوزراء في عهد الملك كارلوس الثالث من 1777 حتى 1792. ومع ذلك فإنه يميل إلى شبهة عفوية الثورة الشعبية وقد عارضها. وأيضا من قادة الإصلاح كان جاسبر ملشور ديخوفيلانوس الذي ولد في 1744، أصغر سنا من فلوريدابلانكا. وهو كاتب ومن أتباع فلاسفة التنوير التقليدية من القرن 18، وشغل منصب وزير العدل 1797-1798 ومع ذلك فقد سجنه مانويل جودوي عندما كان رئيسا للوزراء، وهو الذي -أي جودوي- أدار البلاد بديكتاتورية من الفترة 1792-1798 ومن 1801-1808. وقاد ديخوفيلانوس مجموعة قوية ومؤثرة داخل المجلس العسكري المركزي. مع ذلك فإنه يميل نوعا ما إلى الحذر المفرط في مقاربته للثورة التي كانت تجتاح اسبانيا في 1808.
تعرض الجيش الإسباني لضغوط عند محاربته جيش نابليون بسبب نقص الإمدادات والكثير من المجندين غير مدربين. ولكنه ألحق هزيمة كبرى بالفرنسيين في بايلين في يونيو 1808، عاني منها الجيش الفرنسي وأدى إلى انهياره في إسبانيا. مما حدا بنابليون أن يقود حملة بنفسه وبجيش جديد فاسترد اسبانيا خلال أشهر، وهزم الجيوش الإسبانية والبريطانية شر هزيمة في حملات رائعة من الالتفاف عليهم. وبعدها بدأت الجيوش الأسبانية تخسر كل معاركها ضد القوات الفرنسية الغازية ولكنها لم تباد بالكامل. حيث انها كانت تتراجع بعد المعارك لتتحصن في الجبال ولتجمع صفوفها ثم تشن هجمات وغارات جديدة. وتربعت قوات حرب العصابات في جميع أنحاء البلاد وفي الجيش أيضا، وأسرت أعدادا هائلة من قوات نابليون، مما صّعب عليهم أن يحافظوا على هجماتهم المركزة ضد قوات العدو. ولكن تبقى تلك الهجمات وغارات الجيش الأسباني والمقاتلين قد سببت نزيفا ضخما لموارد فرنسا العسكرية والاقتصادية. وفي هذه الحرب نال الإسبان حظهم من المساعدات الإنجليزية والبرتغالية بقيادة دوق ولينغتون. حيث خاض الدوق معارك ضد قوات نابليون في حرب شبه الجزيرة. وتعد تلك الحرب الوحشية من أوائل حروب العصابات في التاريخ الغربي الحديث. واستمر الجيش الإسباني ورجال العصابات في ضرب خطوط الإمداد الفرنسية عبر اسبانيا، حتى أصبحت جيوش نابليون لا تستطيع السيطرة على كامل البلاد. فالحرب سجال حيث كان ويلينغتون أمضى عدة سنوات داخل حصونه في البرتغال وشن حملات خاطفة وسريعة داخل إسبانيا.
ثم بدأت الأمور تتغير لصالح إسبانيا. فبعد حملة نابليون الكارثية على روسيا بدأ باستدعاء قواته للدفاع عن فرنسا ضد تقدم الروس وغيرهم من جيوش التحالف، فعانت قواته في إسبانيا من العدد والعتاد، وجعلها في موقف دفاعي لايحسد عليه امام تقدم جيوش الإسبان والبريطانيين والبرتغال. وفي معركة فيتوريا سنة 1813 انتصرت الجيوش المتحالفة بقيادة دوق ولينغتون انتصارا حاسما على فرنسا مما أخرجها من إسبانيا. وفي سنة 1814 سقط نابليون فأطلق سراح الملك فيرناندو حيث عاد إلى إسبانيا ملكا عليها.

### خسارة المستعمرات في أمريكا الشمالية والجنوبية

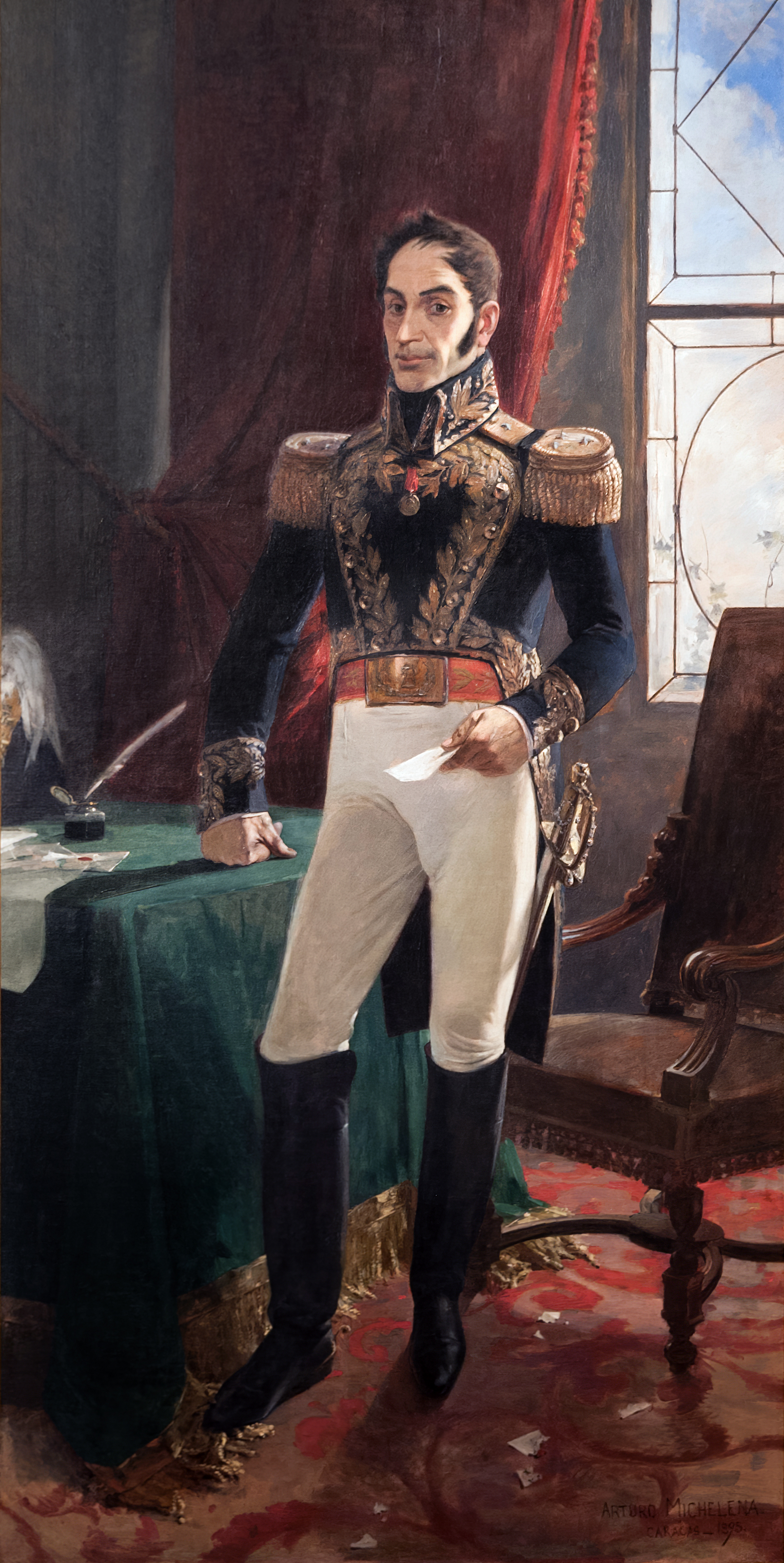
الجنرال سيمون بوليفار (1783–1830) قائد الإستقلال

خسرت إسبانيا جميع مستعمراتها في الأمريكتين الشمالية والجنوبية عدا كوبا وبورتوريكو، في سلسلة معقدة من الثورات في السنوات 1808-1826. فقد تضررت إسبانيا من حالة الحرب ضد بريطانيا 1798-1808، حيث استطاعت البحرية البريطانية من قطع خطوط مواصلات إسبانيا مع مستعمراتها. فتمكن التجار الأمريكيين والهولنديين من استلام زمام التعامل التجاري مع المستعمرات. وهكذا تحقق استقلال المستعمرات اقتصاديا عن اسبانيا، وخلق حكومات مؤقتة أو مجالس حكومية (Junta) ليس لها أي ارتباط مع البلد الأم. ولكن بعد هزيمة نابليون من إسبانيا سنة 1814 وعودة فيرناندو السابع إلى العرش، أرسل الملك جيوشه لإستعادة السيطرة على المستعمرات وفرض الحكم الاستبدادي. وتمكنت إسبانيا من التغلب على الانتفاضات وفرض سيطرتها في المرحلة الأولى 1809-1816. إلا أن في الجولة الثانية 1816-1825 استطاعت المستعمرات طرد الإسبان من جميع أراضيها في البر الرئيسى للأمريكتين. ولم تنل إسبانيا أي مساعدة من الدول الأوروبية، بل على العكس فبريطانيا (والولايات المتحدة) قد عملتا ضدها. وقد شهدت المستعمرات عندما كانت معزولة عن إسبانيا صراعا على السلطة بين الإسبان الذين ولدوا في إسبانيا ويلقبون «أبناء شبه الجزيرة» (peninsulares) وأولئك الذين من أصل إسباني وولدوا في إسبانيا الجديدة ويسمون «الكريول» (creoles). حيث كان الكريول نشطين في نيل الاستقلال. وقد تمكنت المستعمرات بثوراتها المتعددة من التحرر من البلد الأم. ففي سنة 1824 هزمت جيوش الجنرالين خوسيه دي سان مارتين في الأرجنتين وسيمون بوليفار في فنزويلا آخر الجيوش الإسبانية في القارة. وأتت الهزيمة الأخيرة في معركة أياكوتشو في جنوب بيرو. فبعد خروجها من الأمريكتين ضعف دور إسبانيا الدولي، فأضحت لاعب غير رئيسي في الشؤون الدولية. فاستطاعت بريطانيا التحكم في التجارة والإستثمار في مستعمرات إسبانيا السابقة، وإن حافظت إسبانيا على كوبا وبورتوريكو فقط في العالم الجديد.

### الرجعية والتغيير (1814–1873)
على الرغم من أن مجالس إسبانيا العسكرية قد اخرجت القوات الفرنسية من إسبانيا، فقد أقسم فيرناندو السابع على الدستور الليبرالي 1812. إلا أنه وبدعم من المحافظين قد رفض ذلك الدستور. وحكم البلاد بنمط سلطوي كما آبائه وأجداده.
قاربت الحكومة على الإفلاس تقريبا سنة 1819 بحيث أضحت غير قادرة على دفع رواتب جنودها. فاضطرت لبيع ولاية فلوريدا إلى الولايات المتحدة مقابل خمسة ملايين دولار، حيث أن بها عدد قليل من المستوطنين والجنود. وفي سنة 1820 ثارت في قادس حملة عسكرية كانت متوجهة إلى المستعمرات. فأعلنت الفرق العسكرية في جميع أنحاء إسبانيا تعاطفها الواضح مع متمردون بقيادة رافائيل دي رييغو مما أدى إلى رضوخ فيرناندو واضطر بقبول الدستور الليبرالي من 1812. وكان ذلك بداية الثورة البرجوازية الثانية في إسبانيا التي استمرت 1820-1823. فتم وضع فيرناندو تحت الإقامة الجبرية خلال مدة التجربة الليبرالية.
خلال السنوات الثلاث المضطربة من حكم الليبراليين في الفترة من (1820-1823) حيث تميزت بمختلف المؤامرات الملكية. واعتبر الساسة الأوروبيون أن الحكومة الليبرالية تذكرهم بالكثير من حكومات الثورة الفرنسية حيث نظروا إليها نظرة عداء في مؤتمر فيرونا سنة 1822 وأعطوا فرنسا الأذن بالتدخل. فسحقت فرنسا الحكومة الليبرالية بقوة هائلة مما سمى بحملة مائة ألف من أبناء سانت لويس، وأعيد فيرناندو يحكم بملكية مطلقة في 1823. وعدت تلك المرحلة في أسبانيا بأنها نهاية للثورة البرجوازية الأسبانية الثانية.

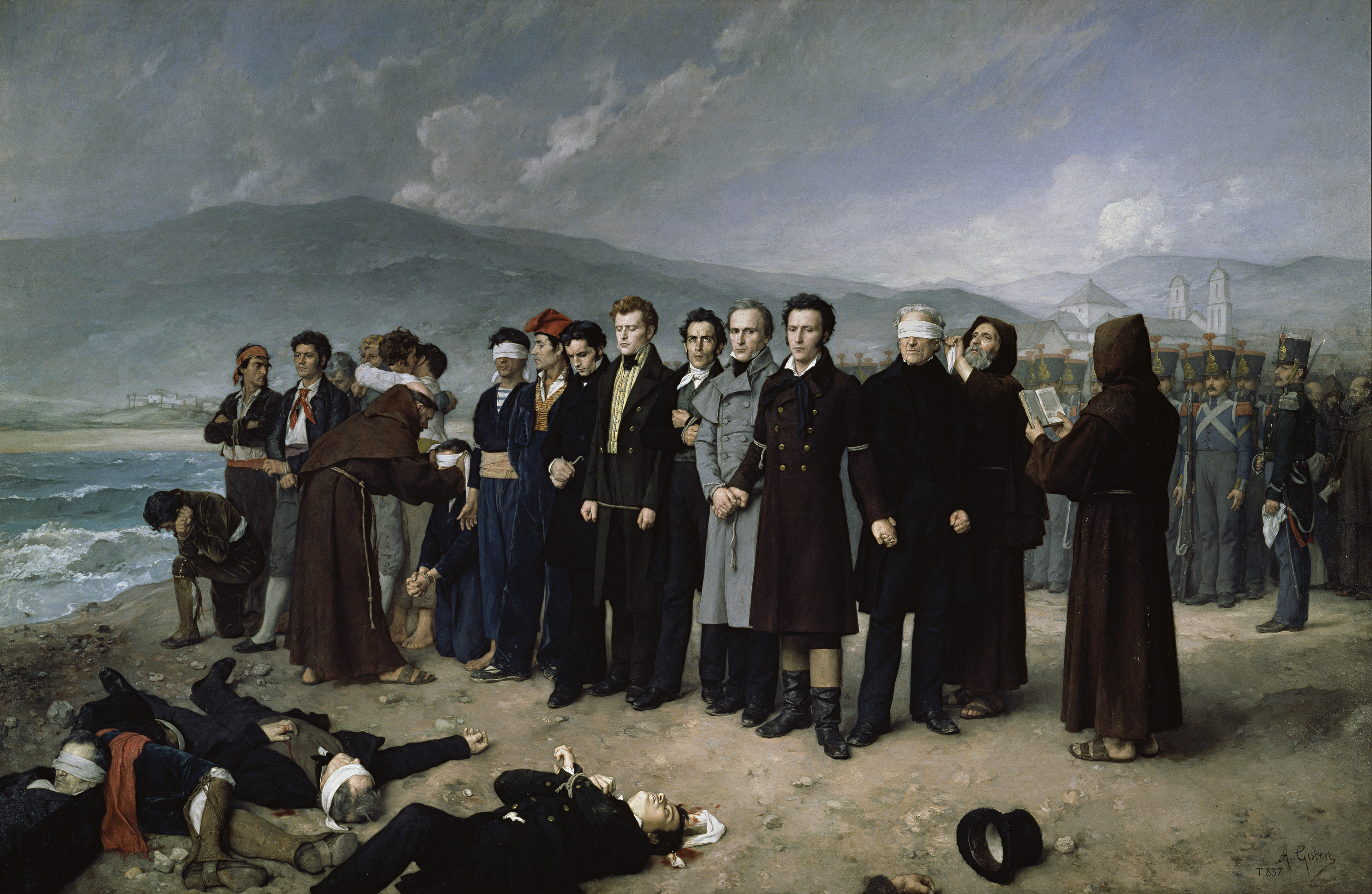
إعدام توريخوس ورجاله في 1831. حيث اتخذ فيرناندو السابع التدابير القمعية ضد القوات الليبرالية في بلده.

أعقب فشل الثورة البرجوازية الثانية ظهور فترة من عدم الإستقرار لعقد كامل. ولم يغيرها سوى ولادة وريث مفترض، فقد كان متوقعا أن فيرناندو سيخلفه شقيقه الدون كارلوس. إلا أنه بسبب ولادة ابنته فرض سنة 1830 مرسوم بقانون - لم تكن برغبة أخيه - يلغي القانون السالي، بحيث يمكن لإبنته ايزابيلا أن تصبح ملكة. وخوفا من أي تمرد وطني آخر فقد تحالف فيرناندو مع المحافظين، ولم يكن يرى في سياسات اخيه كارلوس الرجعية أنها خيار مجدي. أما كارلوس فخوفا من أن يطاله أذى بسبب رفضه القانون فقد فر إلى البرتغال.
بعد وفاة فيرناندو في 1833 أضحت إيزابيلا الثانية ملكة إسبانيا مما أشعل الحرب الكارلية الأولى (1833-1839). وكان عمر إيزابيلا ثلاث سنوات في ذلك الوقت لذلك أعطي لوالدتها ماريا كريستينا دي بوربون الوصاية على العرش حتى بلوغ ابنتها السن القانوني. وقد غزا كارلوس الباسك في شمال اسبانيا وحظي بدعم من أصحاب الملكية المطلقة الرجعية والمحافظين. وعرفت تلك القوات باسم «الكارليين». أما أنصار الإصلاح والقيود المفروضة على الحكم المطلق للعرش إسبانيا فقد احتشدوا وراء إيزابيلا وأمها الوصي ماريا كريستينا، وسميت تلك القوات الإصلاحية باسم «الكريستينيون». على الرغم من المقاومة الكريستينية قد تغلبت في البداية على التمرد بنهاية 1833، وفاجأت جيوش ماريا كريستينا بطردها الجيوش الكارلية من معظم الباسك. فعين كارلوس الجنرال الباسكي توماس دي زومالاكاريغي قائدا عاما للقوات المسلحة. فأحيى زومالاكاريغي قضية الكارليين، وبحلول سنة 1835 كان قد أزاح جيوش كريستينا حتى نهر إيبرو ونقل الجيش الكارلي من فرقة محبطة إلى جيش محترف من 30,000 من النوعية المتفوقة على القوات الحكومية. بعد موت زومالاكاريغي في 1835 تدهور الوضع مع الكارليين. فقاد قوات كريستينا الجنرال القوي بالدوميرو إسبارتيرو. فقد حول انتصاره في معركة لوتشانا (1836) مجرى الحرب، وفي سنة 1839 وضعت اتفاقية فيرغارا حدا لتمرد الكارليين الأول.

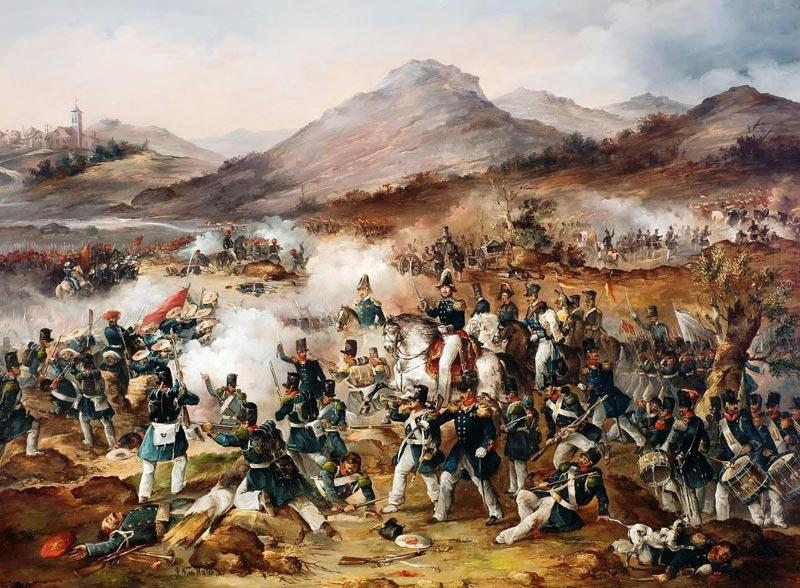
إحدى معارك الحرب الكارلية الأولى، بريشة فان هالن

استغل التقدمي الجنرال إسبارتيرو شعبيته بأنه بطل حرب ولقّب ب«مصلح إسبانيا» فطالب بالاصلاحات الليبرالية من ماريا كريستينا. فالملكة الوصية التي قاومت أي فكرة من هذا القبيل فضلت الاستقالة وترك الوصاية لإسبارتيرو في 1840. وقد عارض المعتدلين إصلاحات إسبارتيرو الليبرالية، وتسببت غلظة الجنرال السابق بسلسلة من الانتفاضات متفرقة في أنحاء البلاد ومن مختلف الجهات، والتي قمعت بدموية. وأطاح به من الوصاية رامون ماريا نارفايس المعتدل سنة 1843، الذي كان ينظر إليه على أنه رجعي جدا، فبدأت فترة العشرية المعتدلة. ثم بعدها اندلعت انتفاضة كارلية أخرى وهي حرب ماتينر سنة 1846 في كاتالونيا، إلا أن تنظيمها كان سيئ جدا فتم قمعها سنة 1849.
تولت الملكة إيزابيلا الثانية بدور أكثر نشاطا في الحكومة بعد بلوغها سن الرشد، لكنها حظيت بشعبية ضعيفة جدا طيلة فترة حكمها (1833-1868). فقد كان ينظر إليها على أنها مدينة بالفضل للمقربين إليها في البلاط، ويعتقد أنها قليلة الاهتمام بالشعب الأسباني. ونتيجة لذلك ظهر تمرد آخر سنة 1854 قام به الجنرال دومينغو دولسي ذغاراي وليوبولدو أودونيل. أطاحت ثورة 1854 بديكتاتورية رئيس الوزراء لويس خوسيه سارتوريوس. ونتيجة للانتفاضة الشعبية فقد نال الحزب التقدمي على تأييد واسع النطاق في أسبانيا، فجاء إلى الحكم سنة 1854. وفي سنة 1856 حاولت إيزابيلا تشكيل الاتحاد الليبرالي، وهو ائتلاف من عموم الوطنيين بقيادة ليوبولدو أودونيل، وقد سار بالفعل في مدريد في نفس العام وخلع الوزارة التالية لإسبارتيرو. فشلت خطة إيزابيلا وكلفها ذلك هيبتها تأييد الشعب لها. ولكنها في 1860 أطلقت إيزابيلا حملة ناجحة ضد المغرب وشنها الجنرالان أودونيل وخوان بريم مما مكن من تثبيت شعبيتها في أسبانيا. ولكن أتت حملة لاستعادة بيرو وشيلي خلال حرب جزر تشينتشا (1864-1866) بالكارثة لإسبانيا، فعانت الهزيمة أمام قوى أمريكا الجنوبية التي حسمت أمرها.
حاول الجنرال خوان بريم القيام بثورة سنة 1866 ولكنها قمعت، ولكن نجحت ثورة أخرى في 1868 وعرفت باسم الثورة المجيدة قادها الجنرالان التقدميان فرانسيسكو سيرانو وخوان بريم ضد الملكة إيزابيلا وهزما جنرالاتها المعتدلان في معركة ألكوليا (1868). أدى نجاح تلك الثورة إلى نفي الملكة إيزابيلا إلى باريس.
تلت تلك الثورة عامين من الفوضى، حتى سنة 1870 عندما أعلن البرلمان أن إسبانيا تريد لها ملكا. فتم اختيار أماديوس من سافوي، الابن الثاني لملك إيطاليا فيتوريو إمانويلي الثاني، فتوج حسب الأصول ملكا لإسبانيا في السنة التالية. فأدى أماديو الليبرالي يمين القسم على دستور ليبرالي أصدره البرلمان (الكورتيس). إلا أن حكمه واجه على الفور مهمة لا تطاق من تداخل الأيديولوجيات السياسية المتباينة في أسبانيا على طاولة واحدة. وقد ابتليت البلاد بفتنة داخلية، وليست بين الإسبان فقط ولكن بين الأحزاب الإسبانية.

### الجمهورية الإسبانية الأولى (1873–74)
بعد قضية هيدالغو وتمرد الجيش، أعلن أماديو في خطاب شهير أن شعب إسبانيا غير قابل للحكم فتنازل عن العرش وغادر البلاد (11 فبراير 1873). وبعد خروجه شكّل الراديكاليون والجمهوريين حكومة أعلنت بموجبها جمهورية إسبانيا. فأضحت تلك الجمهورية الأولى (1873-74) محاصرة من جميع الجهات. فالكارليين كانوا التهديد الأكثر إلحاحا، فبعد النتائج الهزيلة لهم في انتخابات 1872 اعلنوا تمردهم على الدولة. وظهرت دعوات لثورة اشتراكية من جمعية العمال الدولية، وأيضا خرجت ثورات واضطرابات في منطقتي نافار وكاتالونيا المتمتعتين بالحكم الذاتي، كما تعرضت الجمهورية الوليدة للضغط من الكنيسة الكاثوليكية ضد حكمها.

## عودة الملكية (1874–1931)

### عهد ألفونسو الثاني عشر ووصاية ماريا كريستينا
بالرغم من أن الملكة إيزابيل الثانية ملكة إسبانيا السابقة لا تزال على قيد الحياة وانها اقرت بترددها طويلا بالتخلي عن الحكم، إلا أنها بالآخر تنازلت لصالح ابنها ألفونسو سنة 1870.
وقد توج ألفونسو الثاني عشر تتويجا لائقا له في 28 ديسمبر 1874 بعد عودته من المنفى. حيث أبدى الإسبان بعد الاضطرابات التي صاحبت الجمهورية الإسبانية الأولى استعدادهم بقبول حكم بوربون لاستقرار بلادهم. وأعلنت جيوش جمهورية إسبانيا بقيادة العميد مارتينيث كامبوس -التي كانت تحارب تمرد كارليين- ولائها لألفونسو في شتاء 1874-1875 فحل الجمهورية وعين أنطونيو كانوباس ديل كاستيو وهو مستشار موثوق عند الملك رئيسا للوزراء في ليلة رأس سنة 1874. تمكن الملك الجديد من اخماد تمرد كارليين بقوة حيث لعب دورا نشطا في الحرب مما أكسبه دعم معظم مواطنيه بسرعة. تم إنشاء نظام تداول السلطة في إسبانيا بين الليبراليين بقيادة براخسيدس ماتيو ساغستا والمحافظين بقيادة أنطونيو كانوباس ديل كاستيو بالتناوب للسيطرة على الحكومة. وقد استعادت اسبانيا نوعا من الاستقرار والتقدم الاقتصادي خلال حكم ألفونسو الثاني عشر (1874-1885) إلا أن هذا التقدم الذي أحرزه قد توقف عند موته المفاجئ في سن ال 28.
استمرت الملكية الدستورية في عهد ألفونسو الثالث عشر. حيث ولد بعد وفاة أبيه وأعلن ملكا على إسبانيا بعيد ولادته. ومع ذلك، فقد أضحت الحكومة مزعزعة بسبب وفاة ألفونسو الثاني عشر المفاجئة في 1885، وتلى ذلك اغتيال رئيس الوزراء أنطونيو كانوفاس ديل كاستيلو سنة 1897.

### كارثة 1898
ثارت كوبا ضد إسبانيا في حرب السنوات العشر التي اندلعت في 1868، فوجدت الحكومة الإسبانية نفسها متورطة في حملة صعبة ضد تمرد الأهالي. وعلى عكس سانتو دومينغو فقد انتصرت أسبانيا في البداية الصراع، بعد أن تعلمت دروس حرب العصابات جيدًا بما يكفي لهزيمة هذا التمرد. ولكن كان تهدئة الجزيرة مؤقتًا. فأدى ذلك إلى إلغاء الرق في مستعمرات إسبانيا في العالم الجديد. وقد توترت العلاقات بين إسبانيا والولايات المتحدة بسبب تأثر مصالح التجارية للأخيرة في الجزيرة إلى جانب مخاوفها المتعلقة بشعب كوبا. وقد أشعل انفجار السفينة يو اس اس مين الحرب الإسبانية الأمريكية سنة 1898 والتي بسببها حلت الكارثة بإسبانيا. ونالت فيها كوبا استقلالها ففقدت اسبانيا مستعمراتها المتبقية في العالم الجديد وهى بورتوريكو التي تنازلت مع غوام والفلبين إلى الولايات المتحدة بمبلغ 20 مليون دولار. ثم باعت في 1899 جزر المحيط الهادئ المتبقية - جزر ماريانا الشمالية وجزر كارولين وبالاو - إلى ألمانيا وقللت ممتلكاتها الاستعمارية إلى فقط المغرب الإسباني والصحراء الإسبانية وغينيا الإسبانية وكلها في أفريقيا.
خلقت كارثة 1898 جيلا سمي بجيل 98 وهي مجموعة من رجال الدولة والمثقفين الذين طالبوا بتغيير ليبرالي للحكومة الجديدة، إلا أن كلا من الفوضوية اليسارية والفاشية اليمينية نمت بسرعة في إسبانيا أوائل القرن 20. وقد قمعت ثورة بقسوة ودموية في كاتالونيا سنة 1909. وادعى جنسن (1999) بأن هزيمة 1898 دفعت بالعديد من ضباط الجيش بالتخلي عن الليبرالية التي كانت قوية في السلك العسكري واتجهوا نحو اليمين. وكذلك فسروا انتصار أمريكا سنة 1898 وانتصار اليابان ضد روسيا في 1905 بأنه دليل على مدى أهمية قوة الإرادة والقيم الأخلاقية على التكنولوجيا. وقال جنسن بأنه على مدى العقود الثلاثة التالية شكلت تلك القيم آفاق ومستقبل فرانسيسكو فرانكو والفلانجيين الآخرين.

### أزمة نظام عودة البوربون (1913–1931)
وشهد حكم ألفونسو الثالث عشر (1886-1931) الحرب الإسبانية الأمريكية. وجرت في عهده «الحرب العظمى» في أوروبا (المعروفة الآن بالحرب العالمية الأولى 1914-1818)، وقد حافظت إسبانيا على الحياد طوال فترة الحرب، مما سمح لها بأن تصبح موردا لكلا طرفي الحرب، مما دفع بطفرة اقتصادية في إسبانيا. ثم أتت جائحة الأنفلونزا المعروفة باسم بالإنفلونزا الإسبانية (1918-1919)؛ ثم أتى التباطؤ الاقتصادي الكبير مابعد الحرب، فضرب إسبانيا بشدة، وواجهت البلاد ديوناً. تم قمع إضراب العمال الرئيسي سنة 1919.
أدت السياسات الاستعمارية الإسبانية في المغرب الإسباني إلى اندلاع حروب الريف في المغرب (1920-1926). فسيطر المتمردون على معظم المنطقة باستثناء جيبتي سبتة ومليلية سنة 1921.
وقد بدأ نظام تداول السلطة السلمي في الانهيار في السنوات الأخيرة من الفترة الدستورية لعهد ألفونسو الثالث عشر، مع تفكك الأحزاب الحاكمة وتشظيها إلى فصائل: واجه المحافظون انشقاقًا بين اتباع إدواردو داتو ومورا ودي سيرفا. انقسم المعسكر الليبرالي إلى أتباع التيار الليبراليين الرئيسيين للكونت رومانونس وأتباع مانويل غارسيا برييتو.

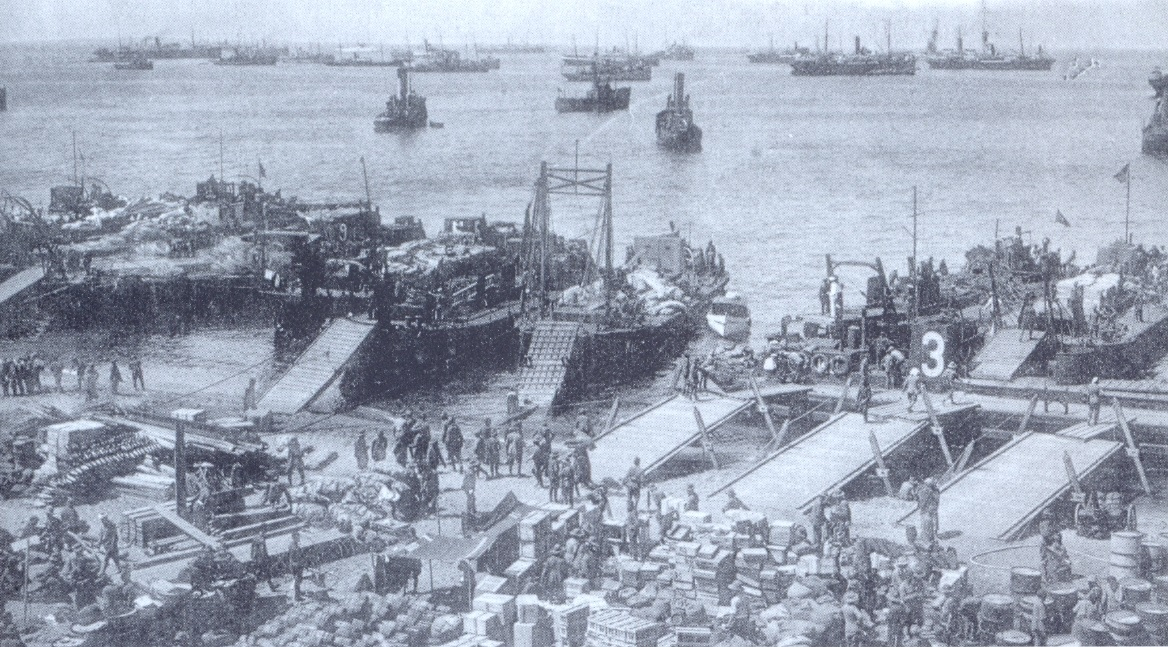
نجاح إنزال الحسيمة سنة 1925 بعد تدخل فرنسا ساعد بانتصار إسبانيا في حروب الريف.

وشهد عهده أيضا صعود ديكتاتورية الجنرال ميغيل بريمو دي ريفيرا الذي سيطر على الحكومة بانقلاب عسكري سنة 1923، وأصبح الدكتاتور بدعم من الملك رئيسا للوزراء لسبع سنوات (1923-1930). فوعد الديكتاتور بإصلاح البلاد بسرعة وعودة الانتخابات في أقرب وقت. لقد كان يعتقد اعتقادا راسخا أن السياسيين هم الذين دمروا إسبانيا وأن الحكم من دونهم يستطيع تجديد الأمة. وكان شعاره «البلد والدين والملكية». فتمكن بمساعدة فرنسا من احراز نصر عسكري حاسم في المغرب (1925-1926). وكلفت الحرب التي استمرت منذ 1917 إسبانيا 800 مليون دولار.
كانت أواخر العشرينات من القرن العشرين مزدهرة حتى اندلاع الكساد العظيم سنة 1929 الذي تسببه انهيار وول ستريت (1929) في تعميق الصعوبات الاقتصادية في إسبانيا. فأجبر الإفلاس أوائل سنة 1930 وانهيار شعبية الملك إلى إزاحة بريمو دي ريفيرا. فصوّر المؤرخون أنه كان ديكتاتورًا مثاليًا لكنه غير كفء، ولم يفهم الحكومة وافتقر إلى أفكار واضحة وأظهر ضعف بالفطنة السياسية. لم يستشر أحدًا ولديه فريق عمل ضعيف وأصدر تصريحات غريبة متكررة. لقد بدأ بدعم واسع جدًا لكنه فقد كل الدعم حتى تخلى عنه الجيش. أدت تكرار أخطائه إلى تشويه سمعة الملك وتدمير الملكية، ومع تصاعد التوتر الاجتماعي. عين الملك الجنرال داماسو بيرنجير ليحل محل بريمو دي ريفيرا ولكنه لم يتمكن من فعل شيء فاستبدل بالأميرال خوان باتيستا أثنار في فبراير 1931. ففقد الناخبون الحضريون ثقتهم في الملك وصوتوا لصالح الأحزاب الجمهورية في الانتخابات البلدية التي جرت في أبريل 1931 فيما اعتبر أنه استفتاء على الحكم الملكي. ففاز الجمهوريون ومعادو الكنيسة بأغلبية الأصوات. فاضطر ألفونسو الثالث عشر لمغادرة البلد استجابة لإعلان الجمهورية الإسبانية الثانية، على الرغم من أنه رفض التنازل.

## الجمهورية الإسبانية الثانية (1931–1936)

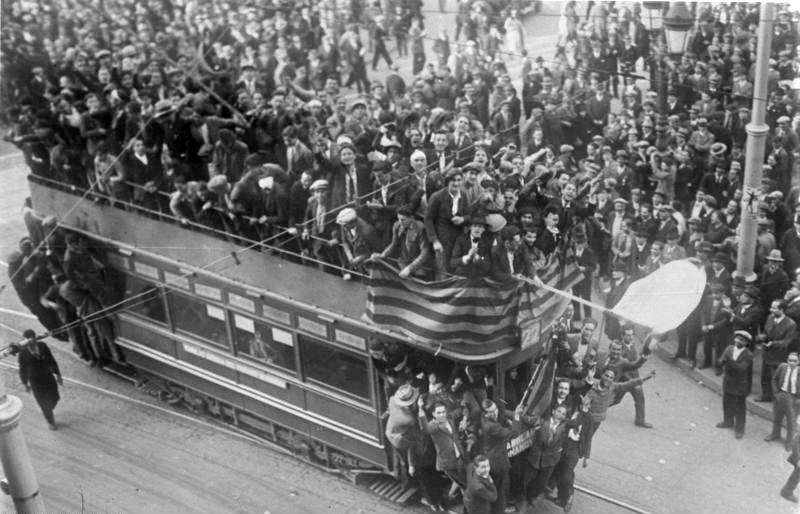
الاحتفالات بإعلان الجمهورية الثانية في برشلونة.

أضحت الأيديولوجيات السياسية مستقطبة بقوة، حيث رأى كل من اليمين واليسار أن هناك مؤامرات شريرة من الجانب الآخر ولابد من وقفها. كانت القضية المحورية هي دور الكنيسة الكاثوليكية التي اعتبرها اليسار العدو الرئيسي للحداثة والشعب الإسباني، بينما رآها اليمين حامية للقيم الإسبانية لاتقدر بثمن.
في ظل الجمهورية الإسبانية الثانية سُمح للمرأة بالتصويت في الانتخابات العامة لأول مرة. ومنحت الجمهورية حكمًا ذاتيًا كبيرًا لكاتالونيا، ولفترة وجيزة من وقت الحرب إلى أقاليم الباسك.
ترأس يسار الوسط نيكيتو ألكالا زامورا ومانويل أثانيا الحكومة الأولى للجمهورية. إلا أن الاضطرابات الاقتصادية والديون الضخمة والائتلافات الحاكمة المتغيرة بسرعة أدت إلى تصاعد العنف السياسي ومحاولة الانقلابات من اليمين واليسار.
وفي سنة 1933 فاز الاتحاد الإسباني لليمين المستقل (CEDA) اليميني بمساعدة من الأصوات الكاثوليكية. فاندلعت اعمال شغب عمالية مسلحة في أكتوبر 1934، ووصل حده الأقصى في أستورياس وكاتالونيا، وقمعتها حكومة سيدا بقوة. هذا بدوره ألهب جميع أطياف الحركات السياسية في إسبانيا، بما في ذلك الحركة الفوضوية والجماعات الرجعية والفاشية الجديدة بالإضافة إلى فلانخي الإسبانية وماتبقى من الحركة الكارلية.

## الحرب الأهلية الإسبانية

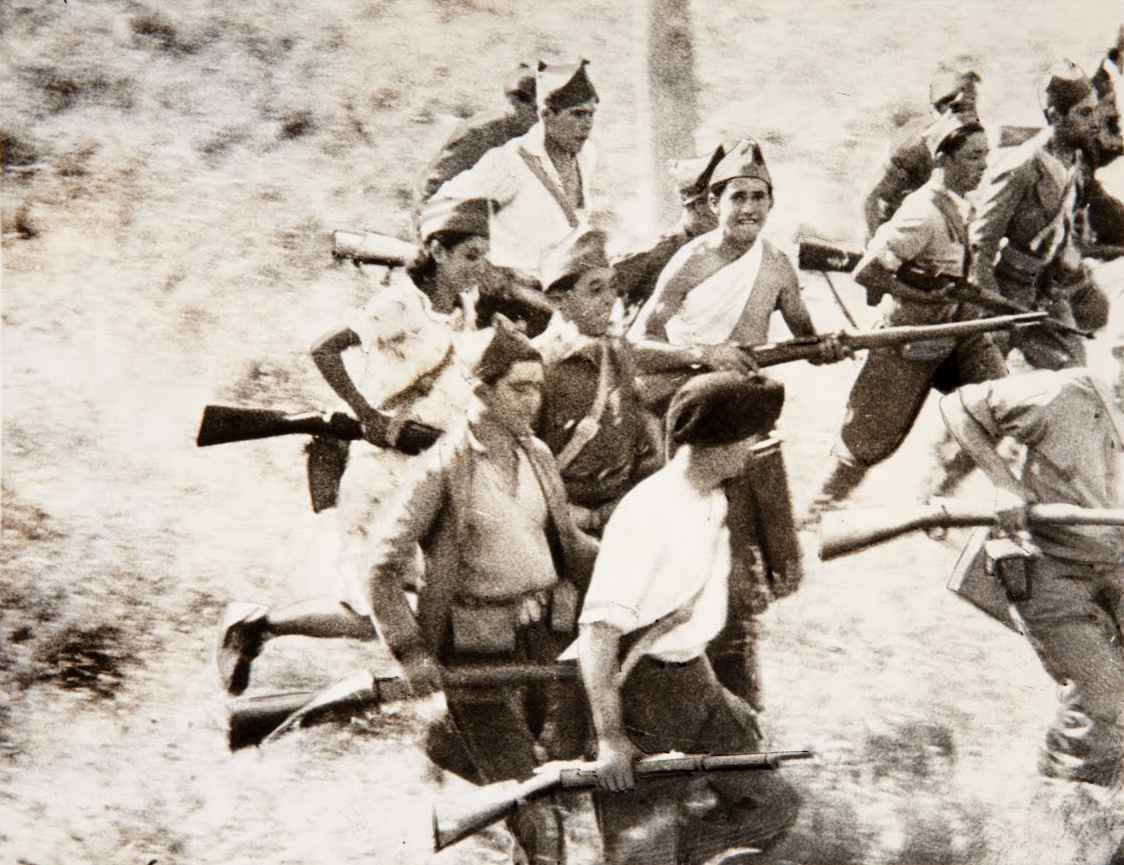
المليشيات الشعبية تهاجم موقعا للمتمردين في سوموسيرا في المراحل الأولى من الحرب.

بدأت الحرب الأهلية الإسبانية بانقلاب عسكري في 17-18 يوليو 1936 ضد الحكومة الجمهورية. وكان هدف الانقلاب هو منع الإصلاحات الاجتماعية والاقتصادية التي أجرتها الحكومة الجديدة، قد تم التخطيط له بعناية منذ هزيمة اليمين الانتخابي في انتخابات فبراير 1936. فشل الانقلاب في كل مكان عدا في القلب الكاثوليكي (غاليسيا وقشتالة القديمة ونافارا) ونجح أيضا في المغرب وسرقسطة وإشبيلية وأوفييدو، بينما بقيت بقية البلاد موالية للجمهورية، بما فيها المدن الصناعية الرئيسية (مدريد وبرشلونة وفالنسيا وبلباو)، حيث سُحِق الانقلابيين مع العمل المشترك بين العمال والفلاحين.
توجهت الجمهورية إلى الديمقراطيات الغربية للحصول على المساعدة، ولكن بعد التزام سابق لرئيس الوزراء الفرنسي ليون بلوم بتقديم المساعدة، إلا أنه تراجع في 25 يوليو، بسبب الانقسام الداخلي داخل بلاده، وتدخل المعارضة البريطانية. وكان تعاطف المملكة المتحدة المكنون مع فصيل المتمردين.
تمتعت الجبهة المتمردة بدعم عسكري مباشر من إيطاليا الفاشية وألمانيا النازية، وكذلك الدعم المسبق للبرتغال السلازارية، القاعدة التي انطلق منها قائد التمرد خوسي سانخورخو. باع الاتحاد السوفيتي أسلحة للفصيل الجمهوري، بينما قدم المتعاطفون اليسار من جميع أنحاء العالم إلى إسبانيا للقتال تحت علم الألوية الدولية التي أنشأتها الشيوعية الدولية. أصبح الصراع ساحة معركة أيديولوجية عالمية حرضت اليسار والعديد من الليبراليين ضد الكاثوليك والمحافظين. كان هناك تراجع في النزعة السلمية في جميع أنحاء العالم وشعور متزايد بأن حربًا عالمية أخرى على الأبواب، وأن الأمر يستحق القتال من أجله.

### التوازن السياسي والعسكري
في ثلاثينيات القرن الماضي كانت السياسة الإسبانية مستقطبة من أقصى اليسار واليمين للطيف السياسي. فضل اليسار الصراع الطبقي، وإصلاح الأراضي للإطاحة بملاك الأراضي والحكم الذاتي للمناطق وتدمير الكنيسة الكاثوليكية. بينما الجماعات اليمينية وأكبرها تحالف CEDA الكاثوليكي تؤمن بالتقاليد والاستقرار والتسلسل الهرمي. كان الدين هو الخط الفاصل الرئيسي بين اليمين واليسار، ولكن كانت هناك اختلافات إقليمية. كان الباسك كاثوليكيين متدينين، لكنهم أعطوا أولوية عالية للحكم الذاتي الإقليمي. عرض اليسار صفقة أفضل لذا قاتلوا مع الجمهوريين في 1936-1937. في سنة 1937 انسحبوا من الحرب.
انتقلت الحكومة الجمهورية الإسبانية إلى فالنسيا هربًا من مدريد التي كانت تحت حصار القوميين. كان لديها بعض القوة العسكرية في القوات الجوية والبحرية، لكنها فقدت كل الجيش النظامي تقريبًا. بعد فتح الترسانات لإعطاء البنادق والمدافع الرشاشة والمدفعية للميليشيات المحلية، لم يكن لديها سيطرة تذكر على القوات البرية الموالية. أثبتت الدبلوماسية الجمهورية عدم فعاليتها، مع وجود حليفين مفيدين فقط، هما الاتحاد السوفيتي والمكسيك. ووافقت بريطانيا وفرنسا و 27 دولة أخرى على حظر أسلحة على إسبانيا، ووافقت الولايات المتحدة على ذلك. وقعت ألمانيا النازية وإيطاليا الفاشية على ذلك الاتفاق، لكنهما تجاهلتهما وأرسلتا الإمدادات والمساعدة الحيوية، بما في ذلك قوة جوية فيلق الكندور تحت القيادة الألمانية. وصل عشرات الآلاف من الإيطاليين تحت القيادة الإيطالية. دعمت البرتغال القوميين، وسمحت بإعادة شحن الإمدادات إلى قوات فرانكو. باع السوفييت الدبابات والأسلحة الأخرى مقابل الذهب الإسباني، وأرسلوا ضباطًا مدربين جيدًا ومفوضين سياسيين. نظمت تعبئة عشرات الآلاف من المتطوعين الشيوعيين في الغالب من جميع أنحاء العالم الذين شكلوا الألوية الدولية.
في انتخابات 1936 اتحد اليسار في الجبهة الشعبية ونجح في الانتخابات. ولكن هذا التحالف الذي هيمن عليه يسار الوسط قوضته المجموعات الثورية مثل الاتحاد الوطني للعمل (CNT) والاتحاد الأيبيري اللاسلطوي (FAI) الأناركيتين وكذلك الجماعات المناهضة للديمقراطية من اليمين المتطرف مثل الفلانخي والكارلية. وكان العنف السياسي قد بدأ قبلها بسنوات. كانت هناك اشتباكات حول الإضرابات. بدأ العمال الذين لا يملكون أرضًا بالاستيلاء على الأراضي الزراعية، وقتل القساوسة وكهنة الكنيسة وأحرقت الكنائس. على الجانب الآخر اغتالت الميليشيات اليمينية (مثل الفلانخي) والمسلحين الذين استأجرهم أرباب العمل نشطاء اليسار. لم تولد الديمقراطية الجمهورية بتوافق الآراء أو الثقة المتبادلة بين المجموعات السياسية المختلفة التي كانت بحاجة إليها للعمل بسلام. ونتيجة لذلك بدأت البلاد بالانزلاق نحو حرب أهلية. بدأ الجناح اليميني للبلاد وشخصيات رفيعة المستوى في الجيش التخطيط للانقلاب، وعندما أطلقت الشرطة الجمهورية النار على البرلماني الفلانخي خوسيه كالفو سوتيلو، كانت شرارة البدء بالانقلاب بينما كانت قيادة الجمهورية مشوشة وخاملة.

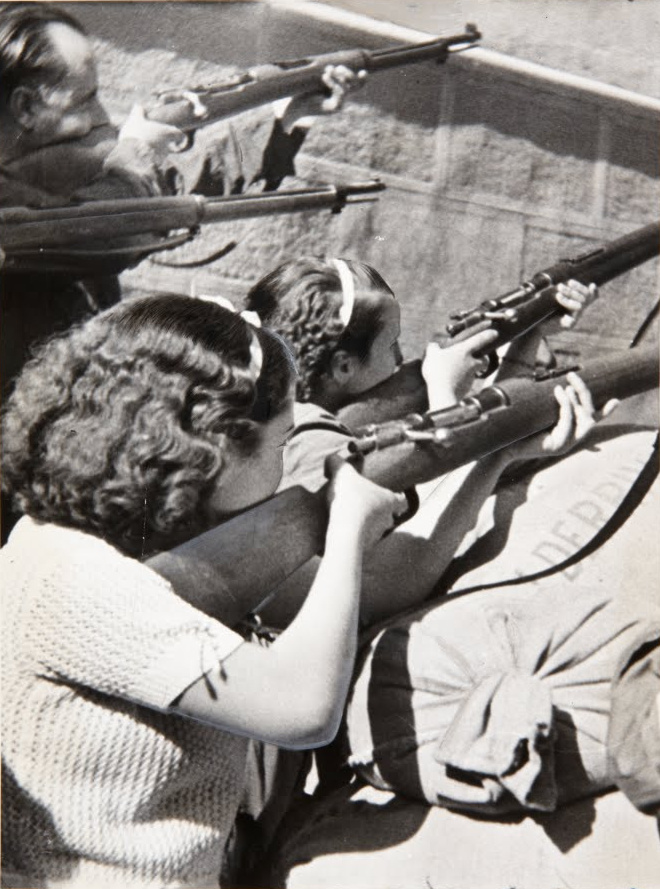
نسوة مقاتلات مع رجل خلال حصار ألكازار

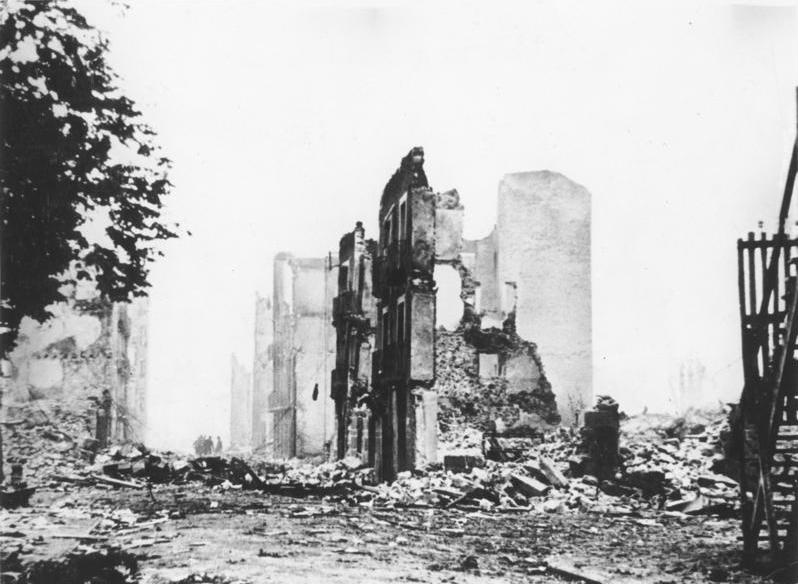
أطلال بلدة غرنيكا بعد قصفها

### اندلاع الحرب
انتصر القوميون بالحرب بقيادة الجنرال فرانكو، وناقش المؤرخون الأسباب. فقد كان القوميون متحدين وتحت قيادة أفضل بكثير من الجمهوريين، الذين تنازعوا وتقاتلوا فيما بينهم وليست لديهم إستراتيجية عسكرية واضحة. فمال الجيش نحو القوميين، لكنه كان مجهزًا تجهيزًا سيئًا للغاية - لم تكن لديهم دبابات ولا طائرات حديثة. ودعمت البحرية الصغيرة الجمهوريين، لكن جيشهم كان عبارة من مجندين خام يفتقرون إلى المعدات والضباط والرقباء المهرة. أما القوميين فلديهم كبار الضباط المدربين تدريبا أفضل وهم أكثر دراية بالتكتيكات الحديثة من الجمهوريين.
في 17 يوليو 1936 أحضر الجنرال فرانسيسكو فرانكو الجيش الاستعماري المتمركز في محمية المغرب إلى البر الإسباني، في حين تحركت قوة أخرى من الشمال بقيادة الجنرال مولا جنوبًا من نافارا. أما قائد المتمردين فكان الجنرال سانخورخو الذي كان في المنفى في البرتغال فقد قتل في حادث تحطم طائرته أثناء نقله للانضمام إلى القادة العسكريين الآخرين. كما تم حشد الوحدات العسكرية في أماكن أخرى لتولي المؤسسات الحكومية. كان فرانكو ينوي الاستيلاء على السلطة على الفور، لكن المقاومة الناجحة من قبل الجمهوريين في المراكز الرئيسية في مدريد وبرشلونة وفالنسيا والباسك ونقاط أخرى تعني أن إسبانيا واجهت حربًا أهلية طويلة. بحلول 1937 كان جزء كبير من الجنوب والغرب تحت سيطرة القوميين، الذين كان جيشهم الأفريقي القوة الأكثر احترافًا المتاحة لأي من الجانبين. حصل الجانبان على مساعدات عسكرية أجنبية: القوميون من ألمانيا النازية وإيطاليا، بينما كان الجمهوريون مدعومين من متطوعين يساريين متطرفين من الاتحاد السوفياتي.
كان حصار ألكازار في طليطلة في بداية الحرب نقطة تحول، حيث نجح القوميون في المقاومة بعد حصار طويل. بالمقابل تمكن الجمهوريون من الصمود في مدريد بعد هجوم القوميين في نوفمبر 1936، وأحبطوا الهجمات التالية ضدهم في جاراما وغوادالاخارا سنة 1937. وسرعان ما بدأ القوميون بالتمدد في أراضيهم وتجويع مدريد والتقدم شرقا وشمالا، حيث سقطت الباسك في أواخر 1937 وانهارت جبهة أراغون بعدها بوقت قصير. ربما كان قصف غرنيكا بعد ظهر يوم 26 أبريل 1937 - وهي مهمة استخدمت لتكون اختبار لفيلق الكندور لوفتفافه الألماني - أكثر الأحداث شهرة في الحرب وألهمت لوحة بيكاسو. كانت معركة إبرو في يوليو ونوفمبر 1938 هي المحاولة الأخيرة اليائسة من قبل الجمهوريين لتحويل مسار الحرب. عندما فشل هذا سقطت برشلونة بيد القوميين أوائل 1939، كان من الواضح أن الحرب قد انتهت. فانهارت الجبهات الجمهورية المتبقية، مع اندلاع حرب أهلية داخل اليسار، حيث قام الجمهوريون بقمع الشيوعيين. ثم سقطت مدريد في مارس 1939.
كلفت الحرب مابين 300 ألف ومليون قتيل. وانتهت بانهيار كامل للجمهورية واستلام فرانسيسكو فرانكو زمام الحكم ديكتاتور لإسبانيا. ثم دمج فرانكو جميع الأحزاب اليمينية في حزب فاشي أعيد تشكيله الفلانخي وحظر الأحزاب اليسارية والجمهوريانية والنقابات العمالية. وأضحت الكنيسة أقوى كما كانت عليه منذ قرون.
كانت إدارة الحرب وحشية من كلا الجانبين، حيث جرت مذابح واسعة النطاق للمدنيين والسجناء. وبعد الحرب سجن الآلاف من الجمهوريين وأعدم ما يصل إلى 150 ألف شخص بين 1939 و 1943. وفر حوالي 500 ألف لاجئ إلى فرنسا، حيث بقوا في المنفى لسنوات أو عقود.

## ديكتاتورية فرانثيسكو فرانكو

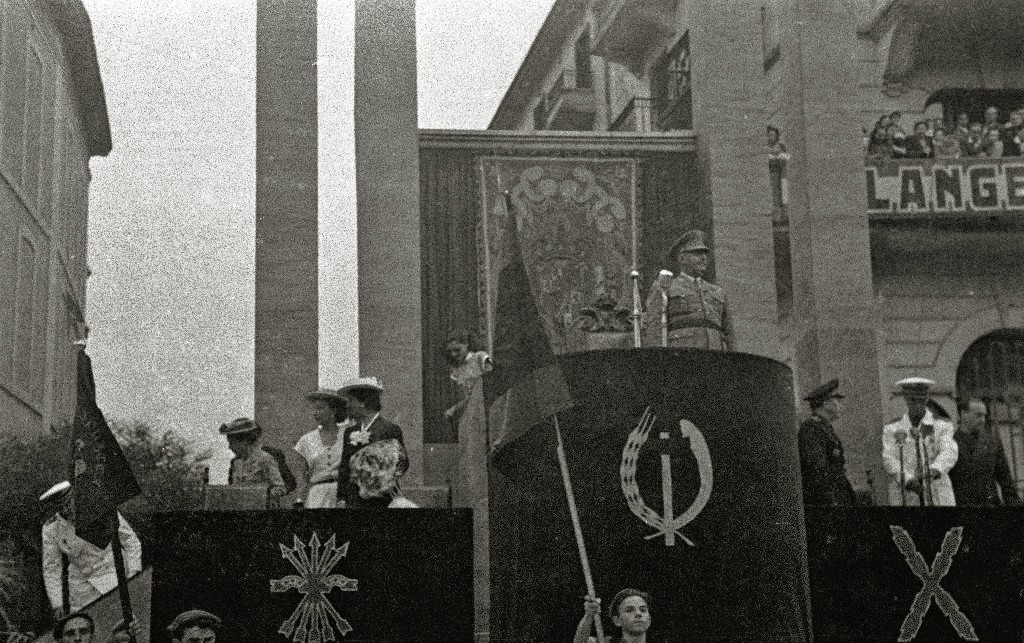
فرانكو في زيارة تولوسا سنة 1948

## الانتقال الديمقراطي
في الثاني والعشرين من نوفمبر/تشرين الثاني عام 1975 أعلن خوان كارلوس ملك لإسبانيا بعد موت فرانسيسكو فرانكو، وفي رسالته الأولى إلى الأمة أبدى أفكاره الداعية لإعادة الديمقراطية للبلاد. حسب الدستور المعدل عام 1978 أصبحت إسبانيا دولة قانون اجتماعية وديمقراطية تحت نظام ملكي برلماني. قبل ذلك كانت تحت حكم شمولي تحت حكم فرانكو. الملك منصبه فخري ورئيس الوزراء هو الحاكم الفعلي للبلاد. البرلمان الإسباني (Cortes Generales) مقسم إلى مجلسين واحد للأعيان (Senado) وعدد أعضاءه يبلغ 259 عينا وآخر للنواب (Congreso de los Diputados) وعدد أعضاءه يبلغ 350 نائبا. ينتخب الأخير مباشرة من الشعب كل 4 سنوات، بينما يعين 51 عضو من مجلس الأعيان وينتخب الباقون من الشعب أيضًا. رئيس الوزراء والوزراء يتم تعيينهم من قبل البرلمان اعتمادًا على نتائج الانتخابات النيابية. أهم الأحزاب الإسبانية:
1. حزب الشعب (PP)
2. حزب العمال الاشتراكي الأسباني (PSOE)
3. اتحاد اليسار (IU)
4. التحالف الديمقراطي لكاتالونيا (CiU)
5. الحزب الوطني الباسكي (EAJ-PNV)
6. اليسار الجمهوري لكتالونيا ERC)